# Chiesa della Salute (Torino)
La chiesa della Salute (in forma più completa santuario di Nostra Signora della Salute) è un edificio di culto di Torino, sito in via Vibò 26, costruito tra il 1895 e il 1950. La sua importanza è legata al ricordo dell'assedio di Torino del 1706, alla dedicazione a Maria col titolo di salute (intesa come "salvezza") della patria e degli infermi e perché conserva al suo interno le spoglie mortali di san Leonardo Murialdo. 
L'imponenza della costruzione e l'altezza della cupola rendono l'edificio particolarmente importante e visibile da diverse parti della città di Torino. Ultimamente l'illuminazione esterna dell'edificio lo rende ancora più identificabile nello skyline cittadino.

## Toponimo

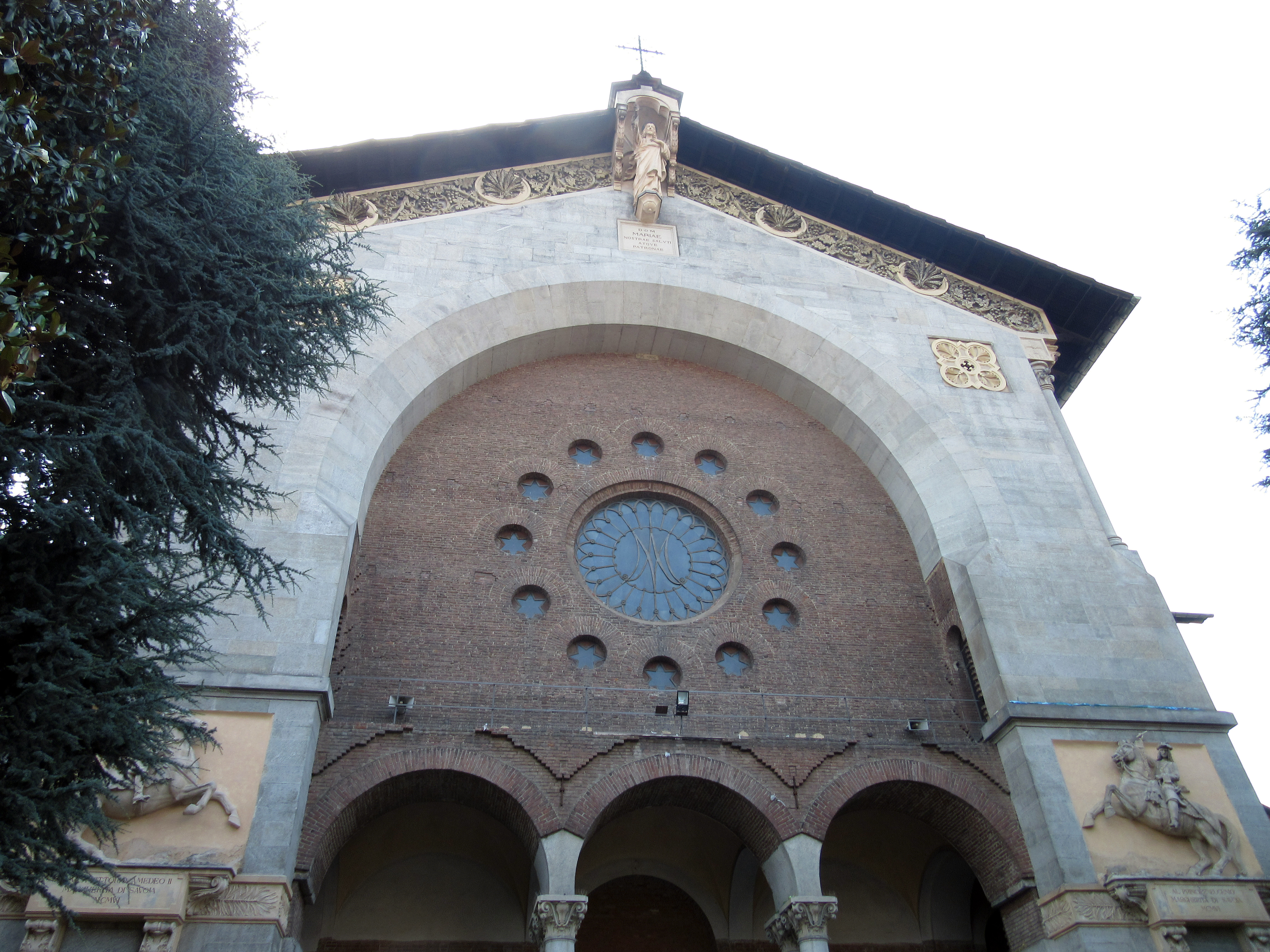
Facciata della chiesa con le due statue equestri che l'adornano.

La dedicazione alla Madonna della Salute deriva dal fatto che in Borgata Vittoria, quartiere di Torino nel quale insiste la chiesa, si è combattuto aspramente durante l'assedio di Torino del 1706. Durante l'assedio si era ricorso alla protezione della Madonna e la vittoria è stata interpretata soprattutto come grazia di Maria.

## Collocazione
La chiesa si trova lungo l'asse viario di via Chiesa della Salute che collega via Stradella con Corso Grosseto. All'altezza della chiesa la via si allarga nella piazza Chiesa della Salute. Dal lato opposto della chiesa si trova piazza della Vittoria, piazza occupata tutti i giorni feriali dal mercato. Via Vibò e via Villar delimitano sugli altri due lati l'isolato dove sorge la chiesa.
Per la sua collocazione e per la sua storia risulta essere il cuore popolare e religioso della Borgata Vittoria.

## Storia

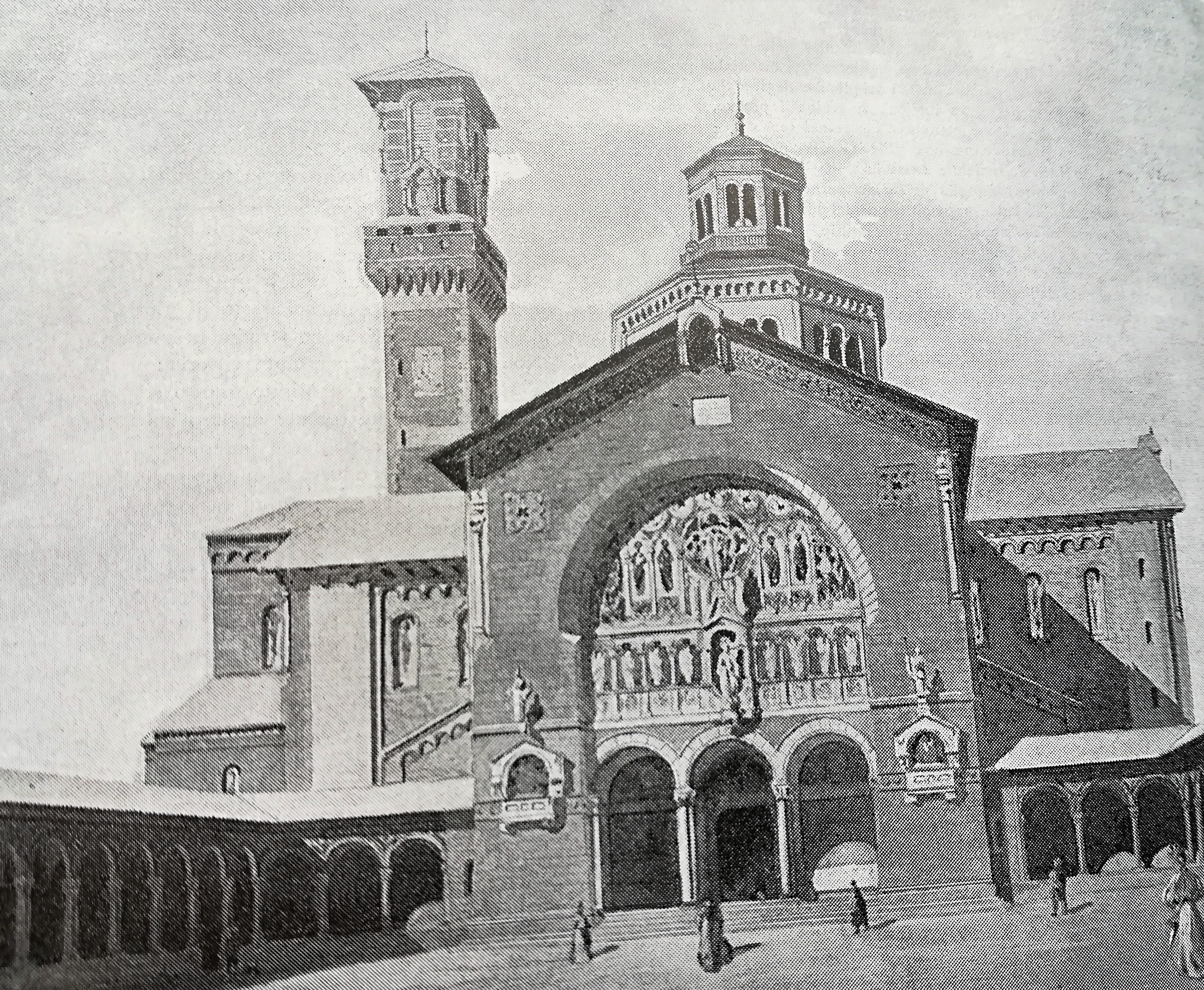
Disegno progettuale del Santuario della Madonna della Salute riprodotto sul "Giornale d'arte sacra" del 1898.

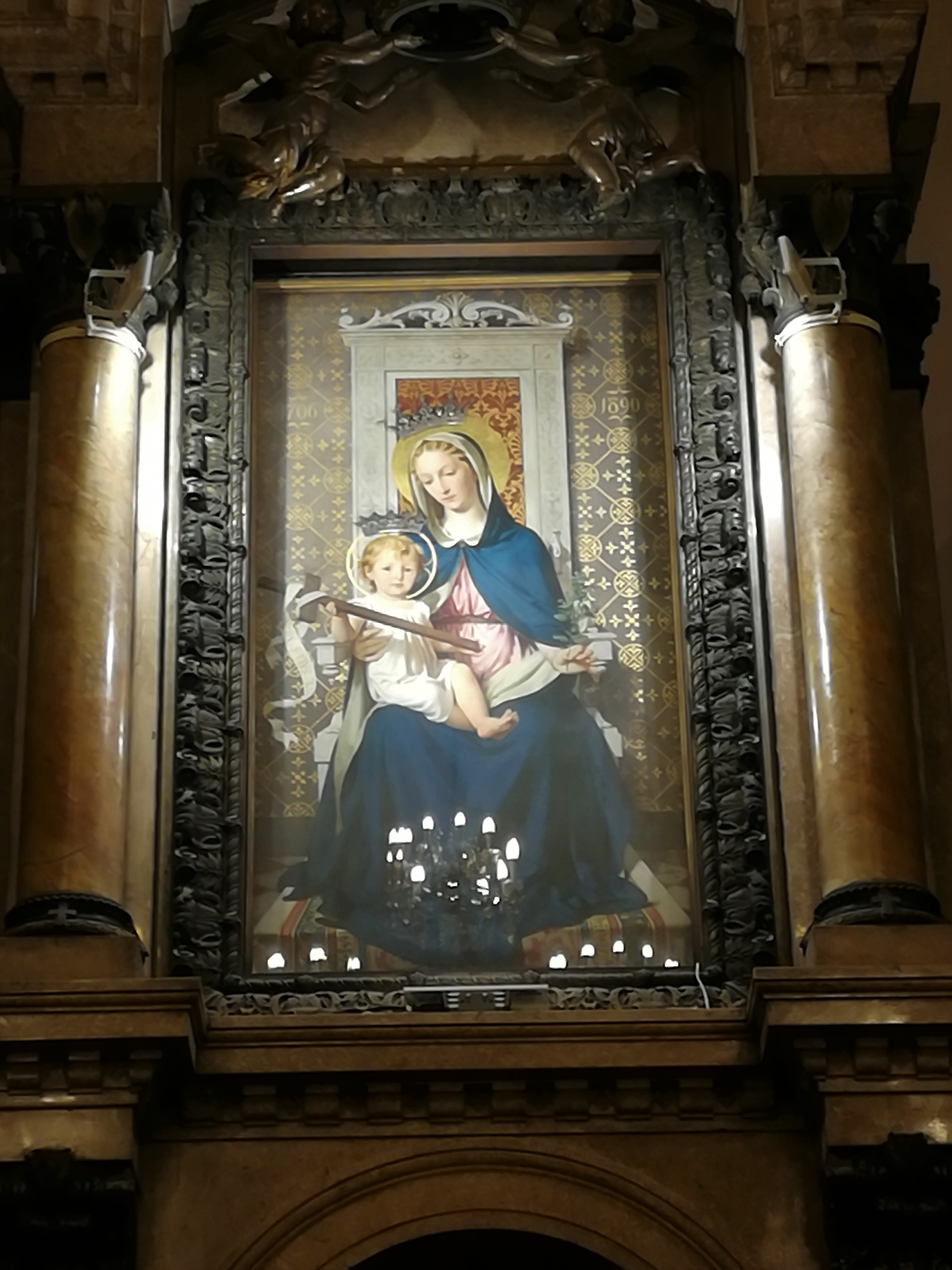
Immagine della Madonna della Salute ad opera di Enrico Reffo. L'opera fu donata dal Reffo per la cappella provvisoria del 1890. In seguito fu collocata sopra l'altare della Madonna.

Nella seconda metà dell'800 la città di Torino incomincia ad espandersi oltre la cinta daziaria. Nella zona nord tra Madonna di Campagna e la Barriera di Milano si insediano varie fabbriche di tipo meccanico e manifatturiero favoriti dal corso della Dora Riparia e dal canale della Ceronda. Intorno alle fabbriche iniziano anche i primi insediamenti civili.
Per soddisfare il bisogno spirituale degli abitanti di Borgata Vittoria (all'epoca nota come Borgata Levi), nel 1880 si decide di costruire un luogo di culto. Sorge un comitato promotore per la erigenda chiesa. Nel 1887 su un terreno ormai di proprietà viene eretto un pilastrino con sopra l'effige della Madonna. C'è anche da tener presente che la nascente borgata Vittoria è molto isolata dal contesto cittadino perché incuneata tra la trincea della ferrovia per Milano e quella per Lanzo; è collegata con la via per Lanzo da un unico ponte che supera la ferrovia. L'erezione della chiesa diventa un modo per togliere la borgata dall'isolamento.
Il primo progetto della costruenda chiesa a cura dell'architetto Giovanni Angelo Reycend del 1888 prevede una chiesa a pianta longitudinale; dopo il 1890 il progetto viene modificato e la pianta della chiesa diventa quadrata ed acquista le sembianze di un fortilizio; questo secondo progetto sarà poi quello messo in esecuzione.
Nel 1890 sul luogo venne costruita una prima chiesa provvisoria. Nella chiesa provvisoria viene collocato il dipinto della Madonna della Salute donato dal pittore Enrico Reffo. Il dipinto ritrae la Madonna seduta in trono con il bambino e con in mano un ramoscello di dittamo; sono presenti due date: quella del 1706 e quella del 1890, anno della tela stessa.
Nel 1892 il comitato promotore si scioglie per disaccordi interni; l'iniziativa viene portata avanti dal can. Carlo Giaume che già faceva parte del comitato e che nel frattempo viene ad abitare nel borgo. 
Nel 1895 l'arcivescovo di Torino Davide Riccardi benedice la prima pietra della nuova chiesa torinese.
L'apertura al pubblico della chiesa avviene in modo provvisorio nel 1903. Mons. Carlo Giaume è il primo rettore del santuario che poco alla volta sta sorgendo.
Nel 1916 la chiesa è eretta a parrocchia, scorporando parte della vicina parrocchia Madonna di Campagna.
Nel 1927 il santuario passa in proprietà alla congregazione dei Giuseppini del Murialdo e riprendono i lavori di completamento.
Nel 1928 nei locali adiacenti alla chiesa viene aperto un oratorio rivolto alle attività giovanili che prende il nome di Oratorio san Martino.
Nel 1934 è completata la cupola della chiesa. Essa viene realizzata in cemento armato su nuovo progetto di Pietro Betta. Esteriormente essa è ornata di un tiburio neoromanico.
Nel 1937 è inaugurato l'altare della Madonna ricco di sculture e di mosaici.
Durante la seconda guerra mondiale la chiesa viene danneggiata dai bombardamenti; precisamente il 13 luglio 1943, alcune bombe danneggiarono i muri, le cupole ed il tetto. Negli anni successivi tali danni vengono riparati.
I lavori per il completamento si protraggono fino al giugno 1950 quando vengono terminati il battistero, il pulpito e il pavimento in marmo. Al 1959 risale l'altare maggiore e la cripta dei Caduti.
Il 24 ottobre 1992 viene inaugurata, nel transetto destro, l'urna contenente le spoglie di san Leonardo Murialdo, sormontata da un'imponente vetrata multicolore.

## Descrizione

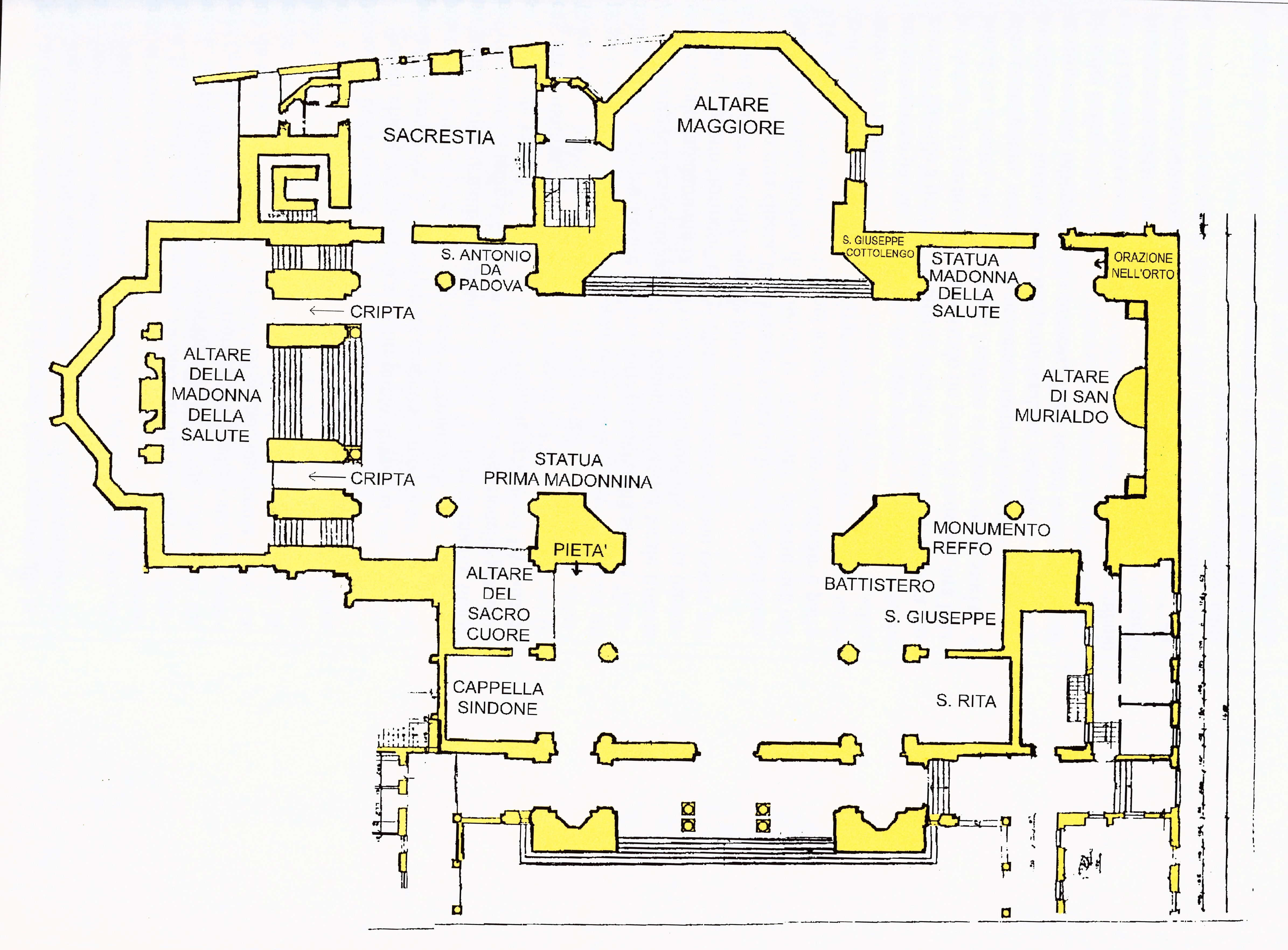
La pianta della chiesa.

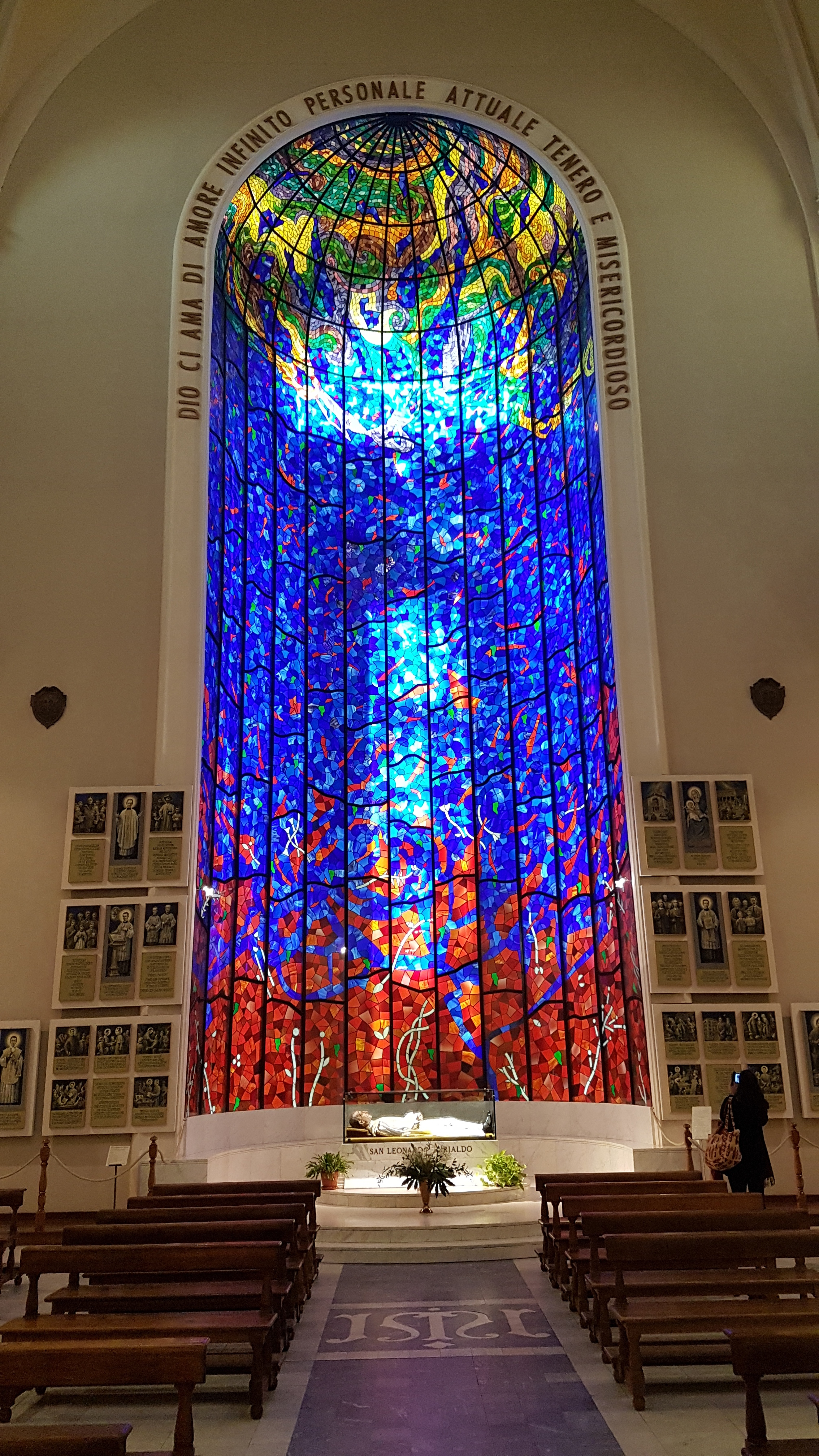
La tomba del Murialdo sormontata da una grande vetrata policroma. Accanto si vedono le formelle che ne illustrano la vita.

Entrando da piazza Vittoria per l'ingresso principale un cortiletto quadrangolare e circondato da portici crea il giusto distacco tra la piazza normalmente occupata da mercato ed il santuario. La facciata della chiesa a capanna è realizzata in pietra e mattoni. Sulla facciata della chiesa sono collocate due grandi statue equestri raffiguranti l'una il duca Vittorio Amedeo II e l'altra il principe Eugenio di Savoia che hanno avuto un ruolo importante durante l'assedio di Torino del 1706. In alto sulla facciata troneggia una grande statua del Cristo.
Il vasto interno a pianta greca è sormontato da una grande cupola ottagonale. Otto finestre rotonde danno luce all'interno della cupola. La cupola è sormontata da un cupolino sempre di forma ottagonale.
Nel transetto di destra che volge a mezzogiorno è collocata l'urna di san Leonardo Murialdo con la grande vetrata che la sovrasta. Sui fianchi dell'urna vi si trovano 8 formelle che ne illustrano la vita e l'operato che sono state realizzate dal pittore Luigi Togliatto Amateis.
Nel transetto di sinistra una scalinata conduce all'altare della Madonna della Salute sormontato dal quadro di Enrico Reffo; sotto l'altare della madonna trova spazio la cripta dei Caduti.
L'urna di san Leonardo Murialdo è costituita da una teca di vetro con all'interno la raffigurazione a dimensioni naturali del santo; i suoi resti mortali sono raccolti in una cassetta. La vetrata policroma collocata dietro l'urna offre il giusto risalto. Dei pannelli esplicativi raccontano per sommi capi le attività del santo.
L'altare della Madonna della Salute posto nel transetto di sinistra è impreziosito da colonne e altre parti in marmo. Un cupolino offre lo slancio verso l'alto della cappella della Madonna.
Nella cripta dei caduti collocata sotto l'altare della madonna sono raccolte in una grande teca le ossa rinvenute durante i lavori di scavo delle fondamenta della chiesa. Tali ossa molto facilmente appartennero a soldati caduti durante i combattimenti del 1706. Nella cripta è pure collocato un pannello esplicativo dei fatti del 1706 e dei fatti che portarono alla costruzione della chiesa.
Sopra l'ingresso principale è collocato un trittico di Arcangeli sempre di opera di Enrico Reffo. In alto è posta la cantoria dove si trova un organo che era stato costruito per il monastero della Visitazione in Torino e poi acquistato per la chiesa della Salute nel 1907.

### Organo
La chiesa è dotata di un organo a canne costruito a fine '700 dall'organaro varesino Birolfi e collocato inizialmente nel monastero della Visitazione in via delle Orfane in Torino. L'organo fu acquistato da mons. Carlo Giaume e collaudato nel 1907.
Inizialmente l'organo venne collocato sopra l'altare della Madonna. In anni recenti è stato restaurato, elettrificato e posto sul matroneo della navata centrale.

### Via crucis

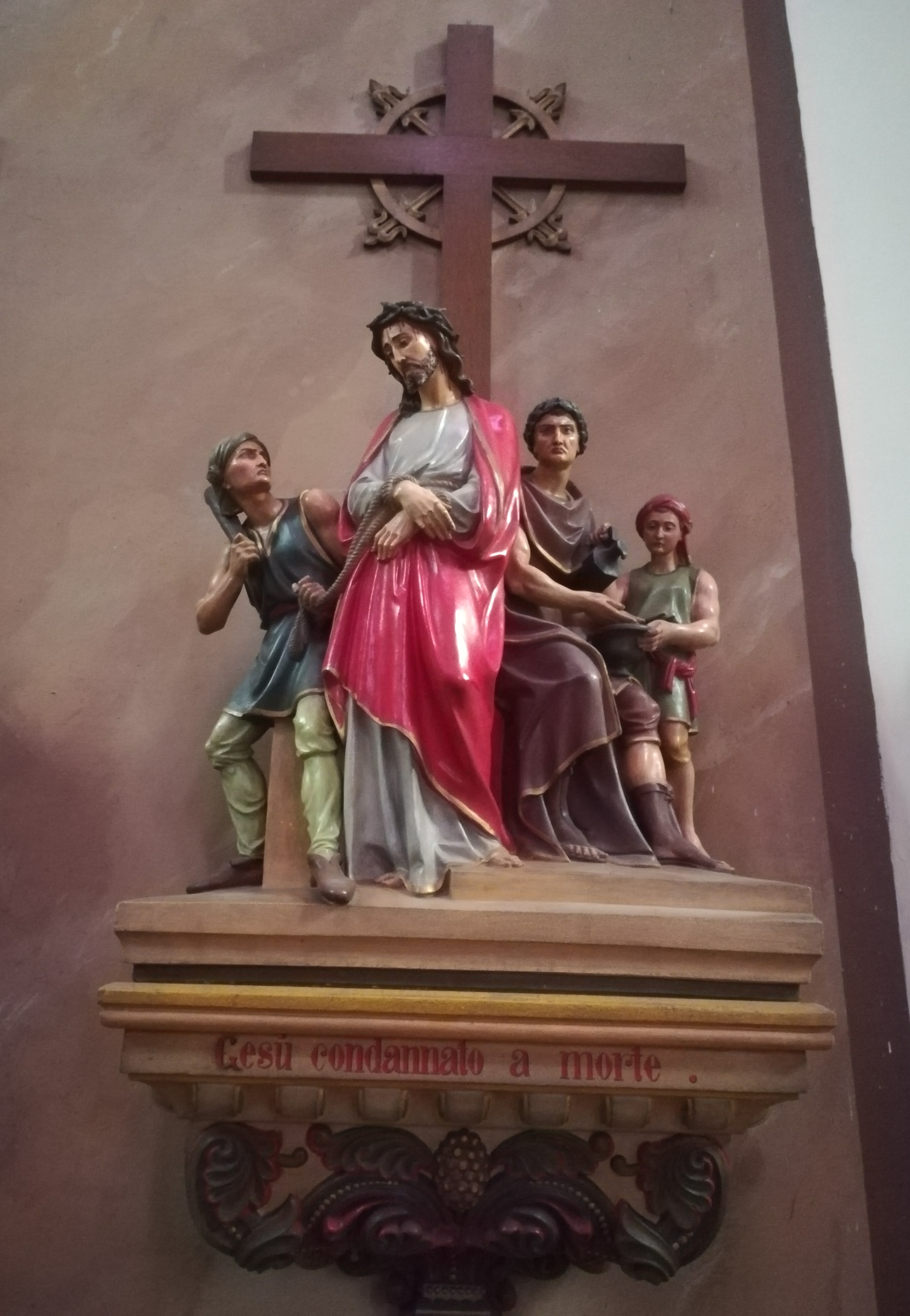
La prima stazione della via crucis.

Di particolare pregio e di notevole impatto visivo sono le stazioni della Via Crucis. Le sculture sono a tutto tondo e provengono dalla ditta Pierson di Vaucouleurs. Sono state collocate in chiesa nel 1910 e spostate nella posizione attuale negli anni 1950.

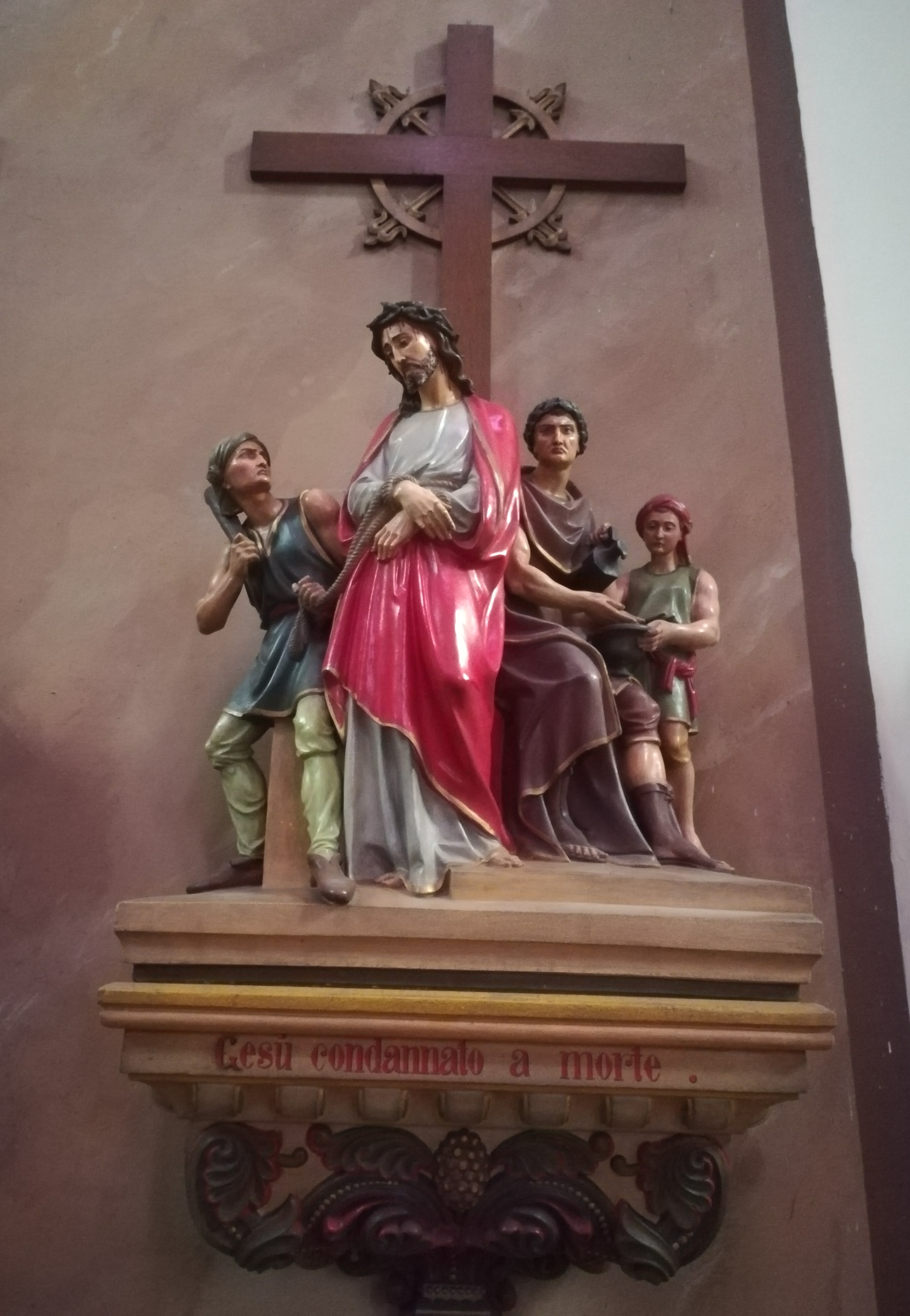
Gesù condannato a morte.
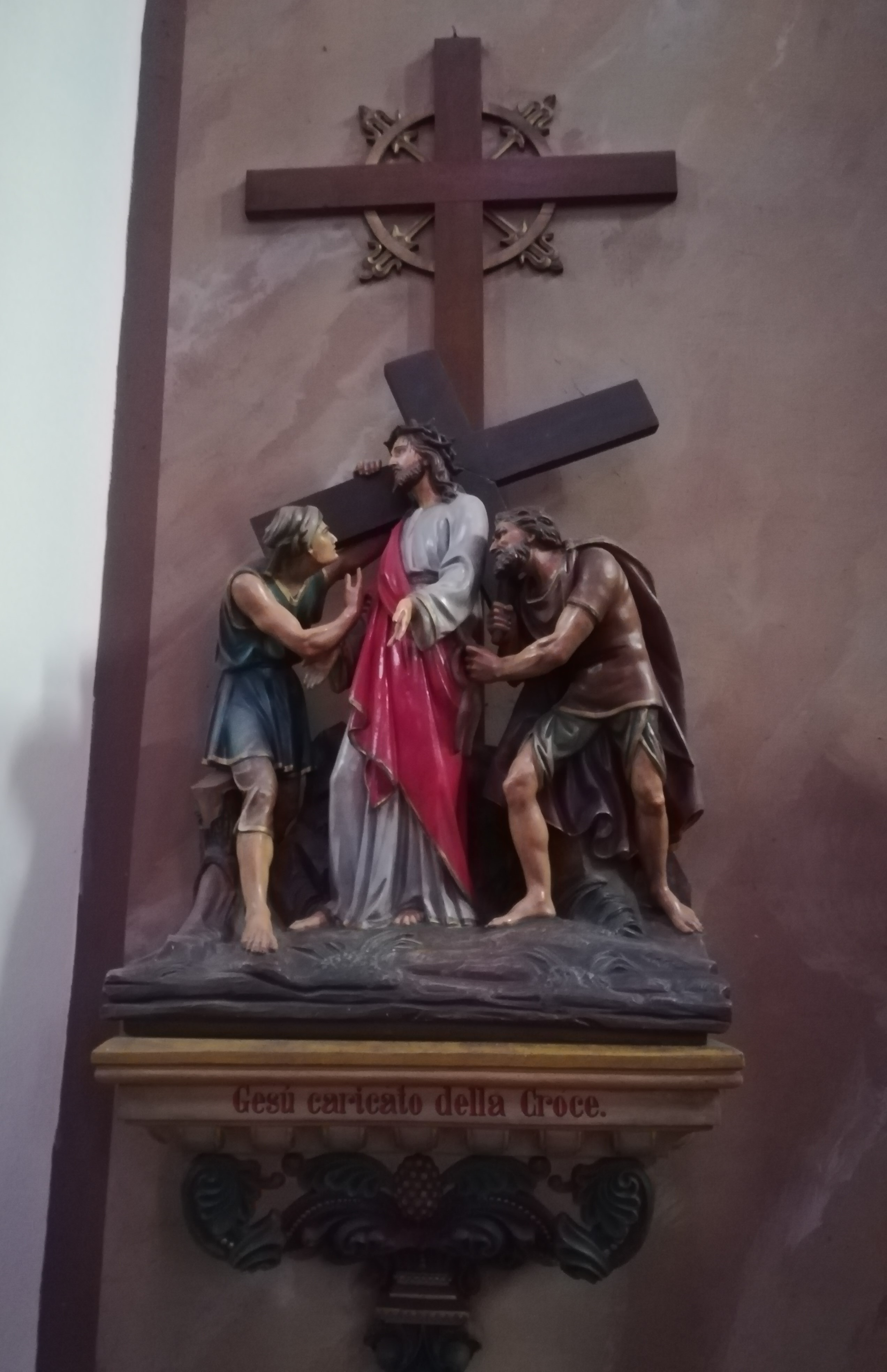
Gesù caricato della croce
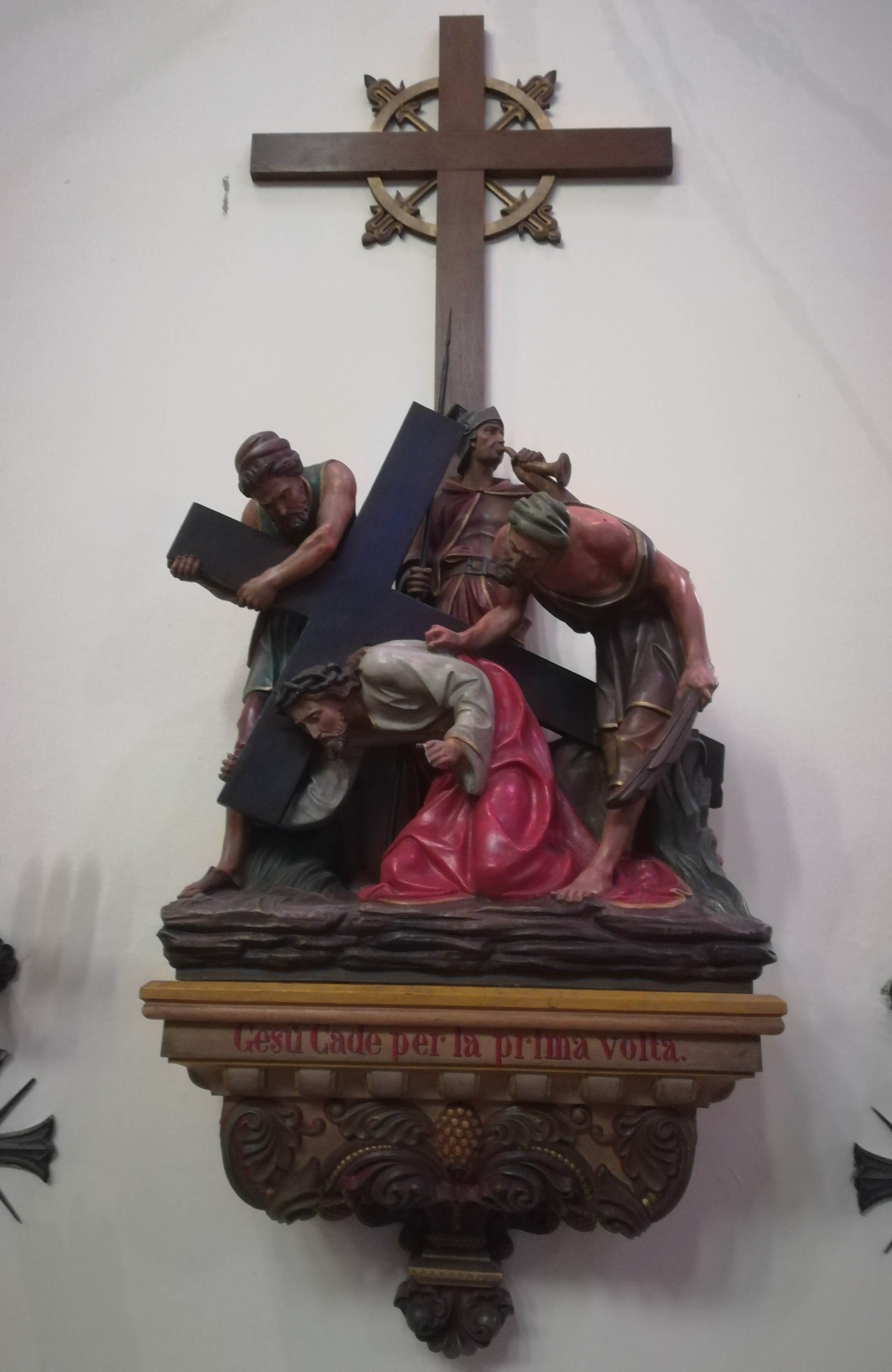
Gesù cade per la prima volta
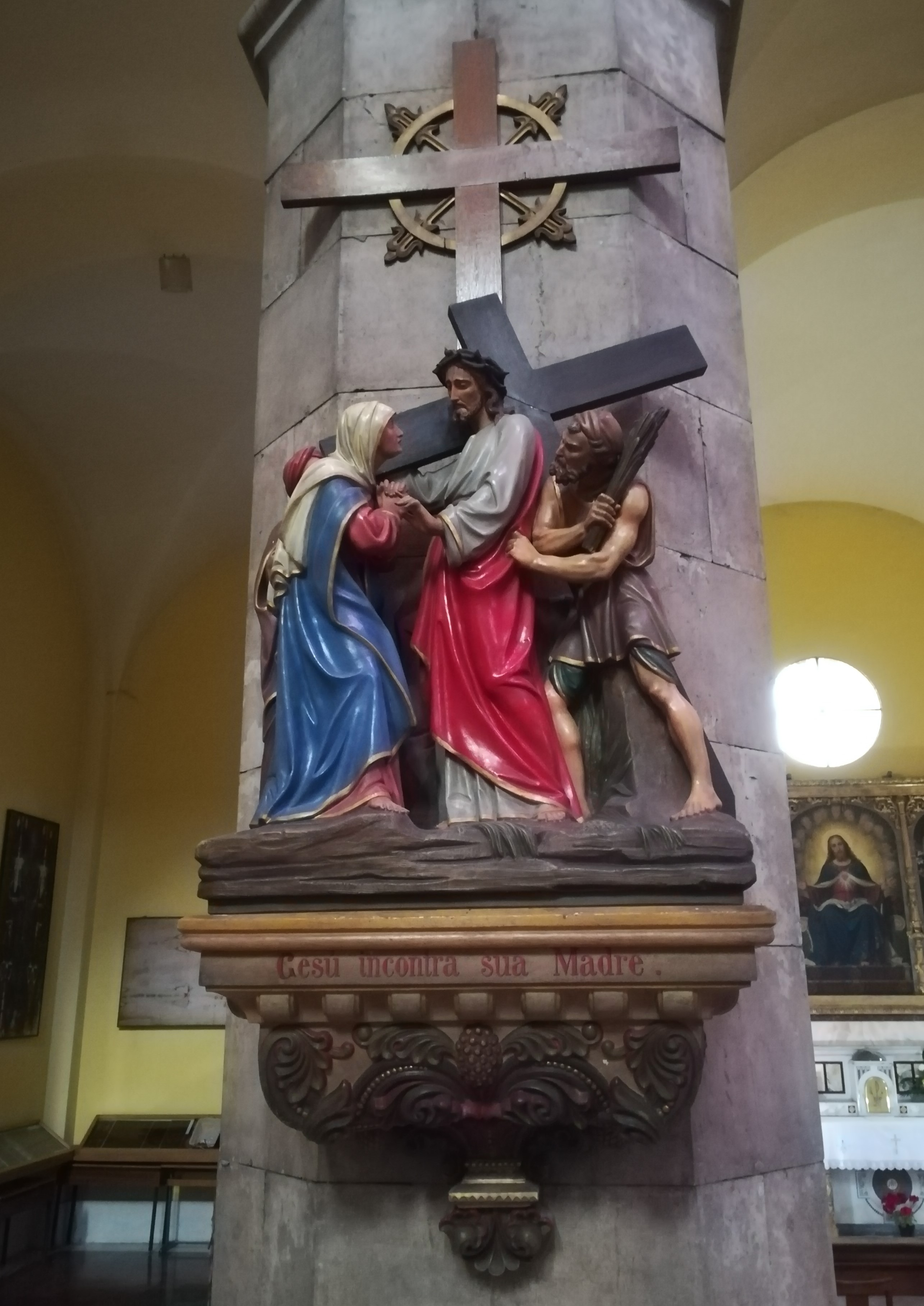
Gesù incontra sua madre
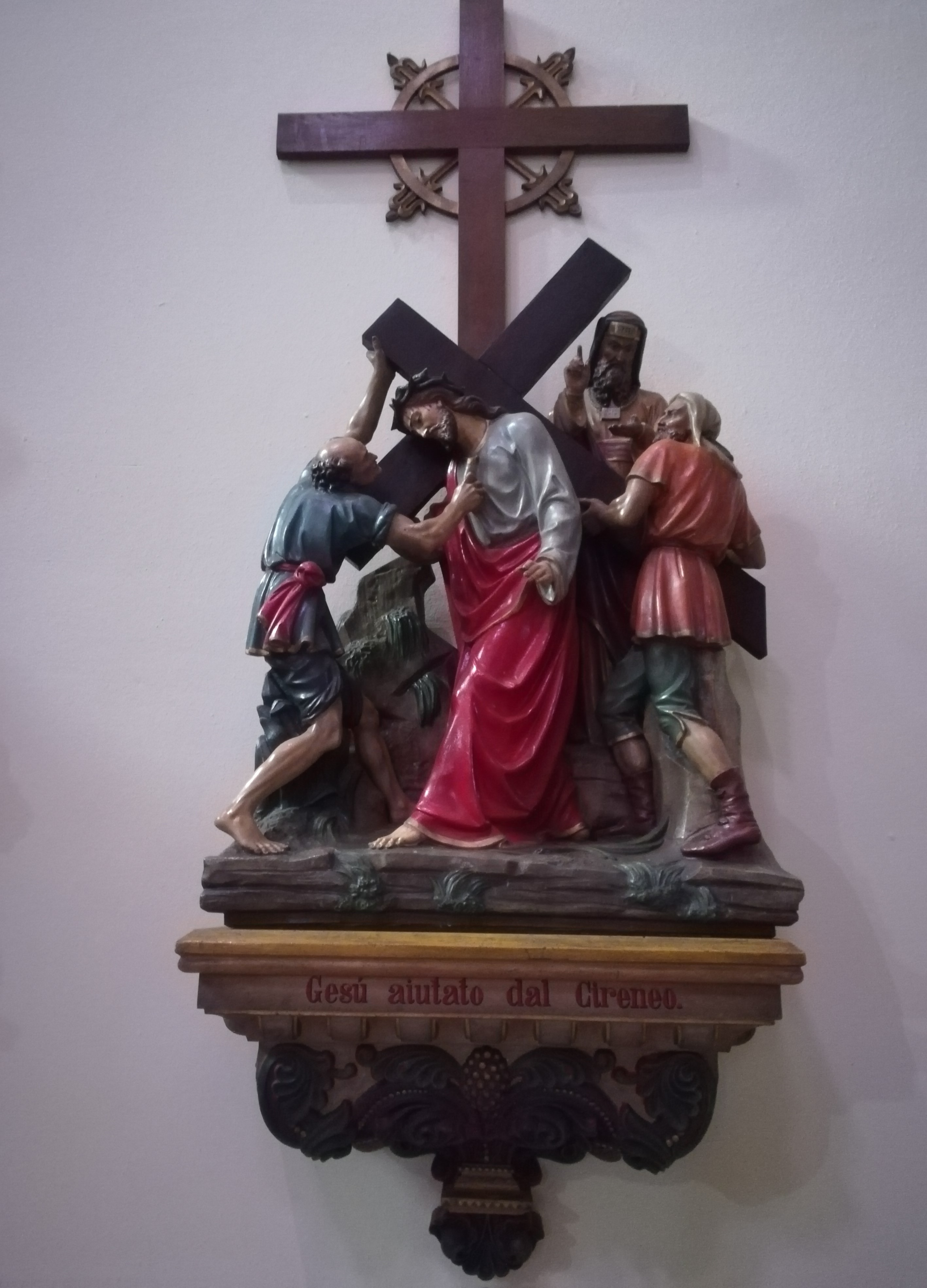
Gesù aiutato dal Cireneo
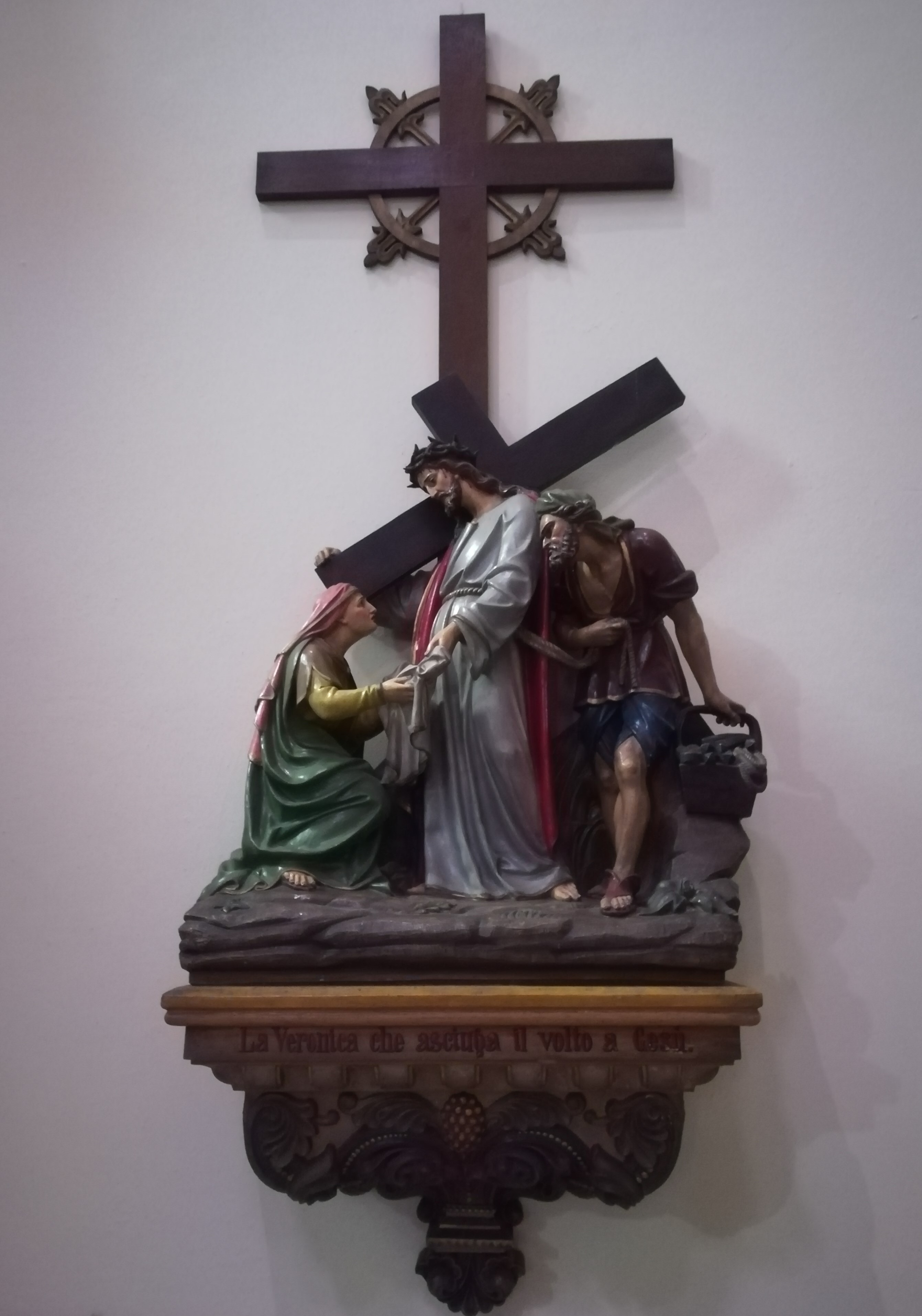
La Veronica asciuga il volto a Gesù
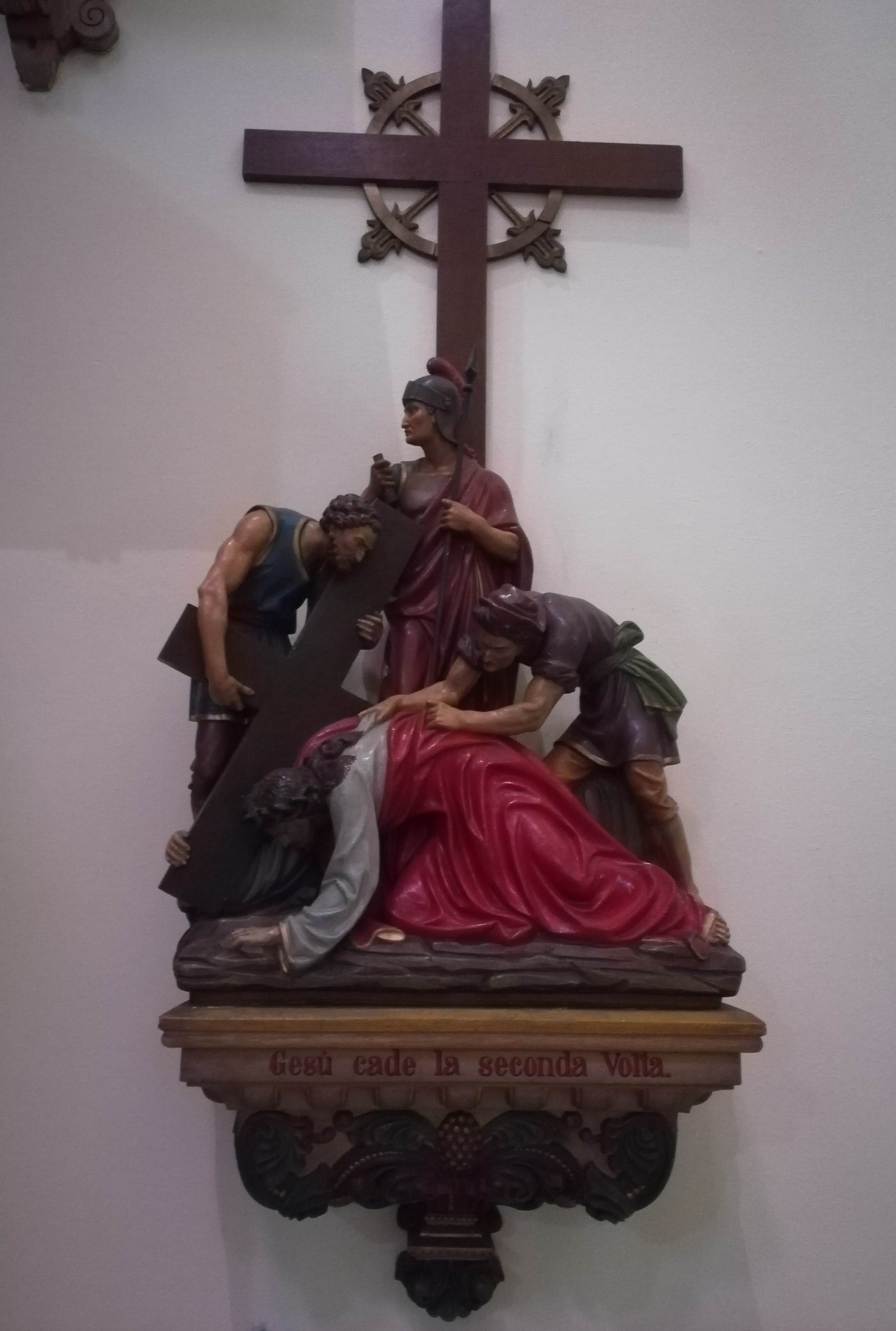
Gesù cade la seconda volta
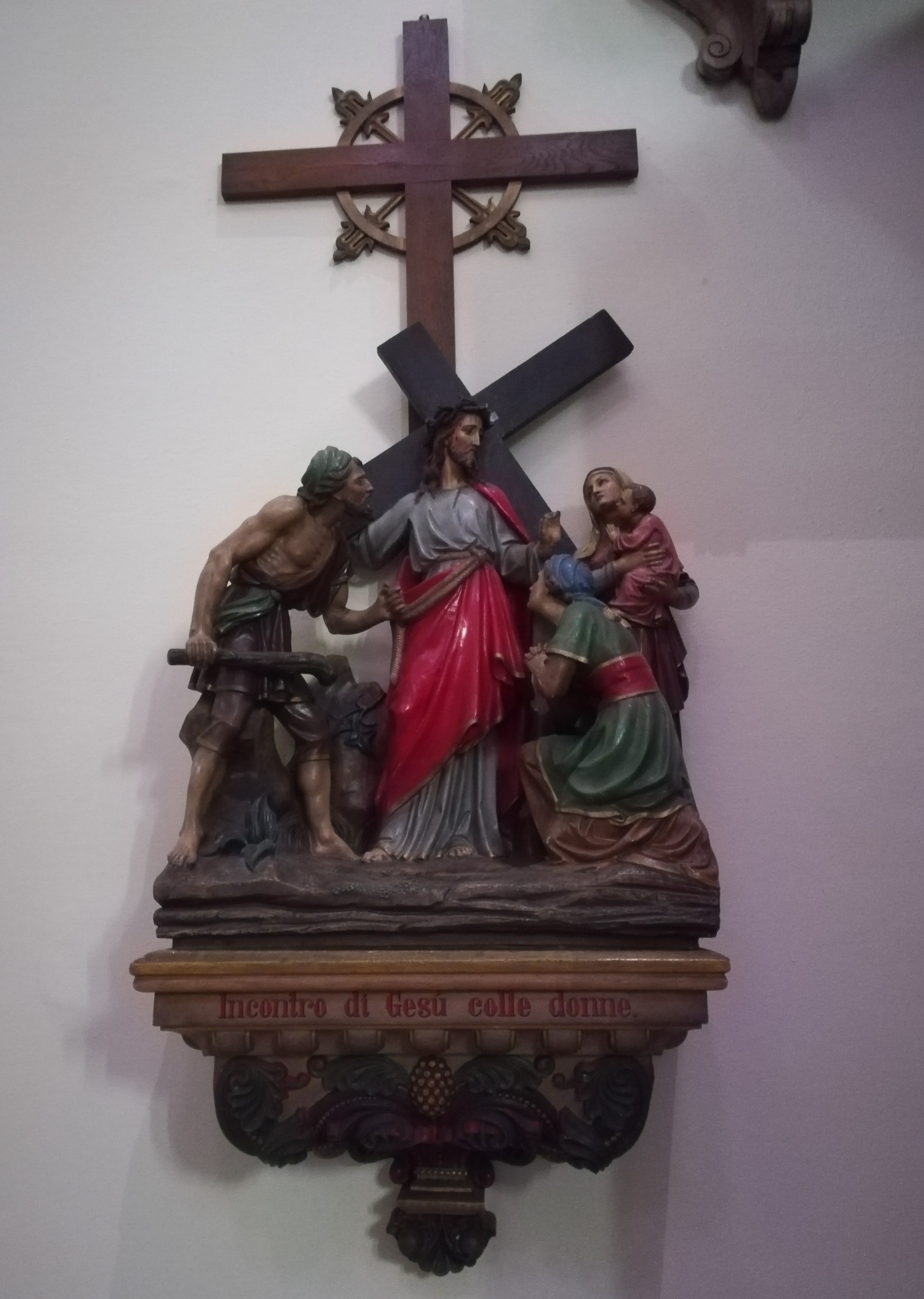
Incontro di Gesù con le donne
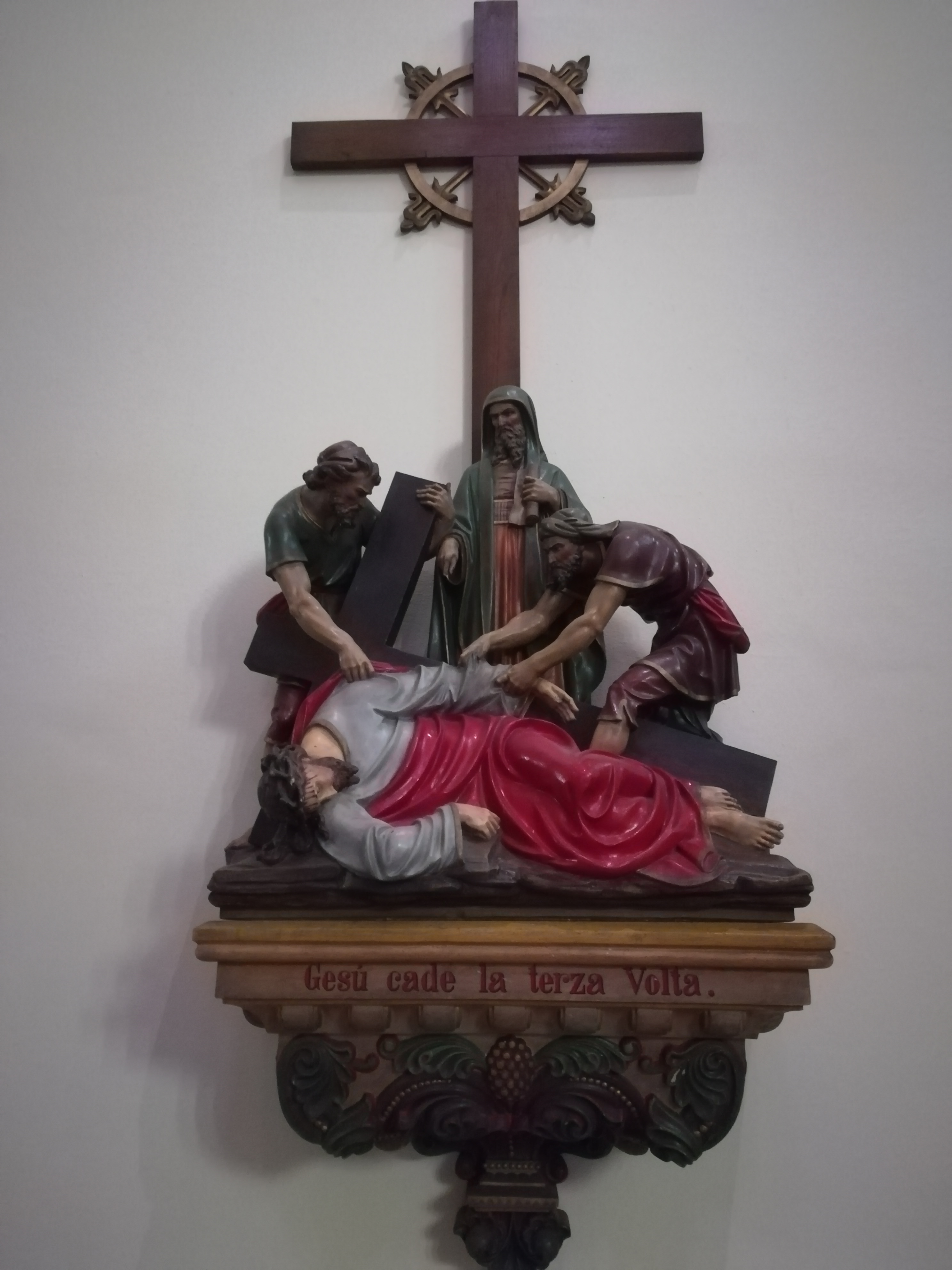
Gesù cade la terza volta
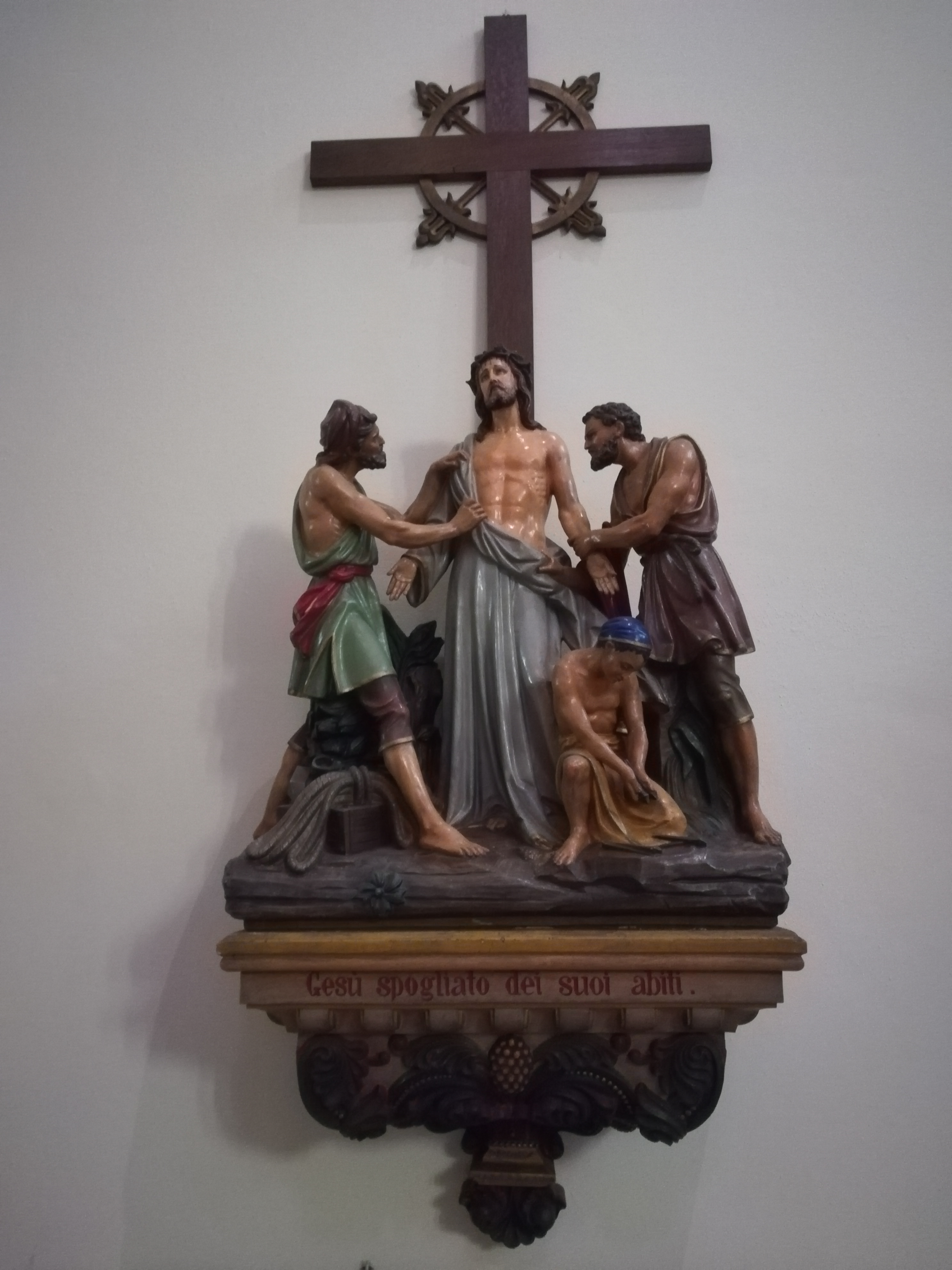
Gesù spogliato dei suoi abiti
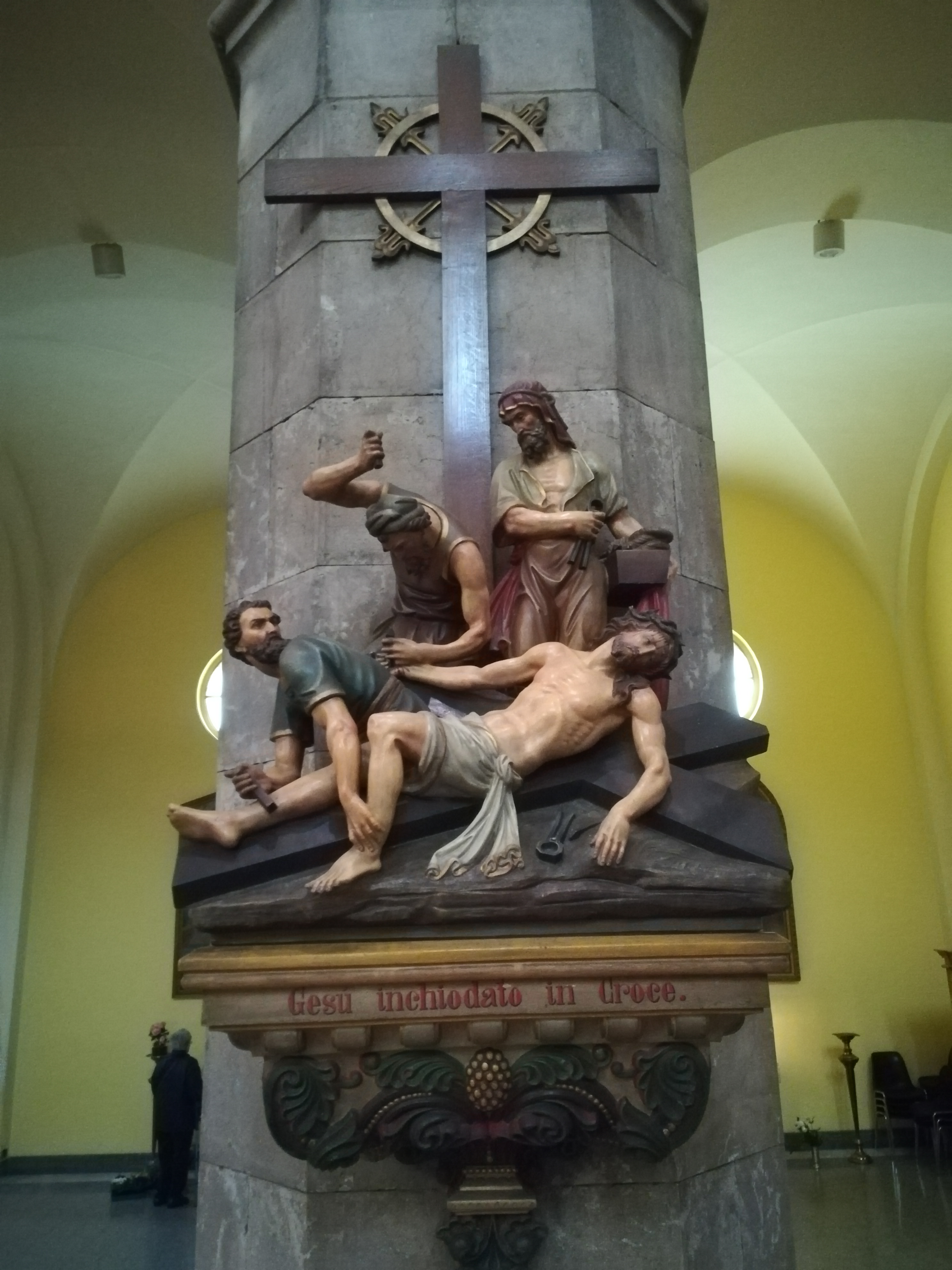
Gesù inchiodato in croce
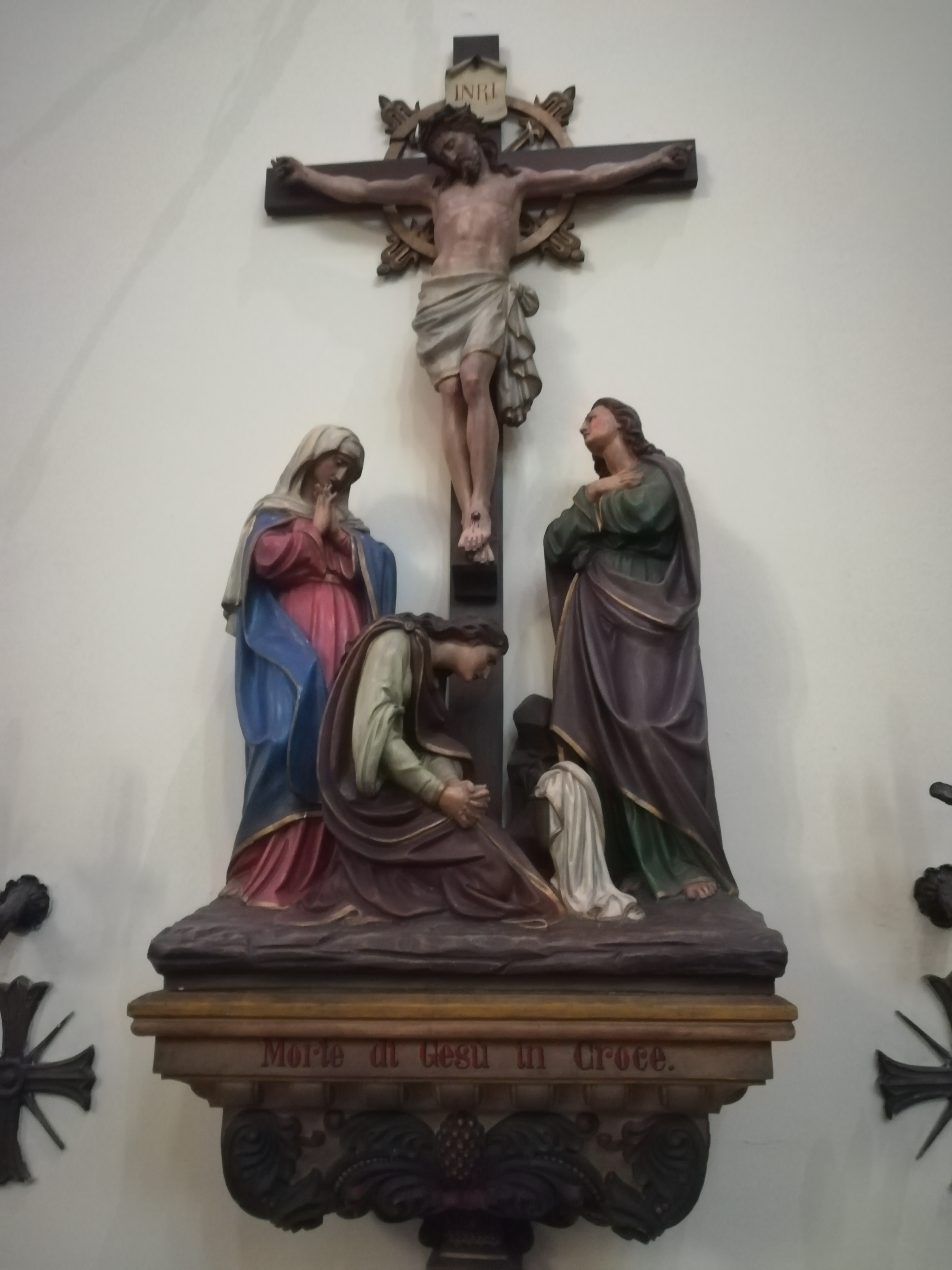
Morte di Gesù in croce
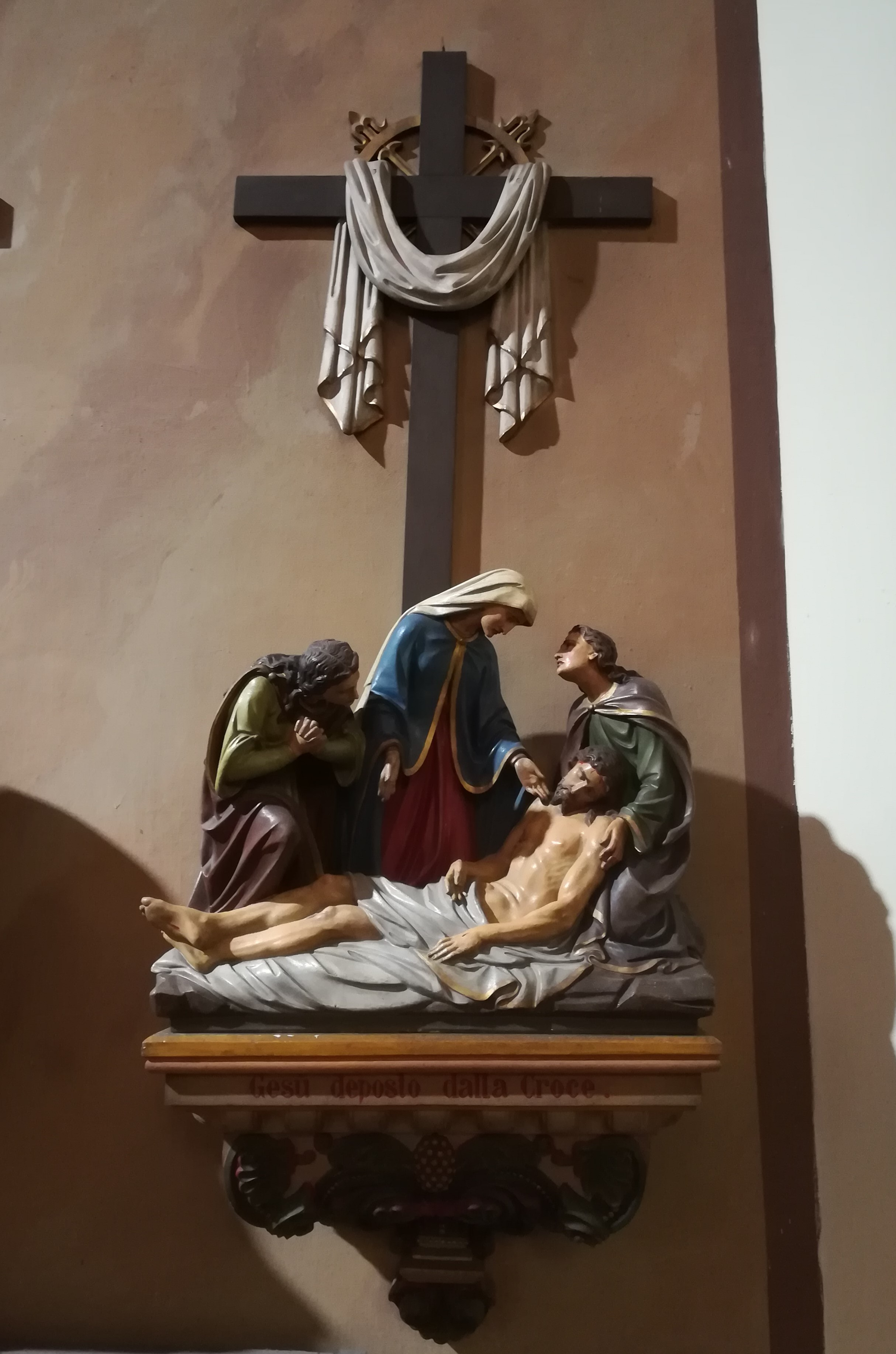
Gesù deposto dalla croce
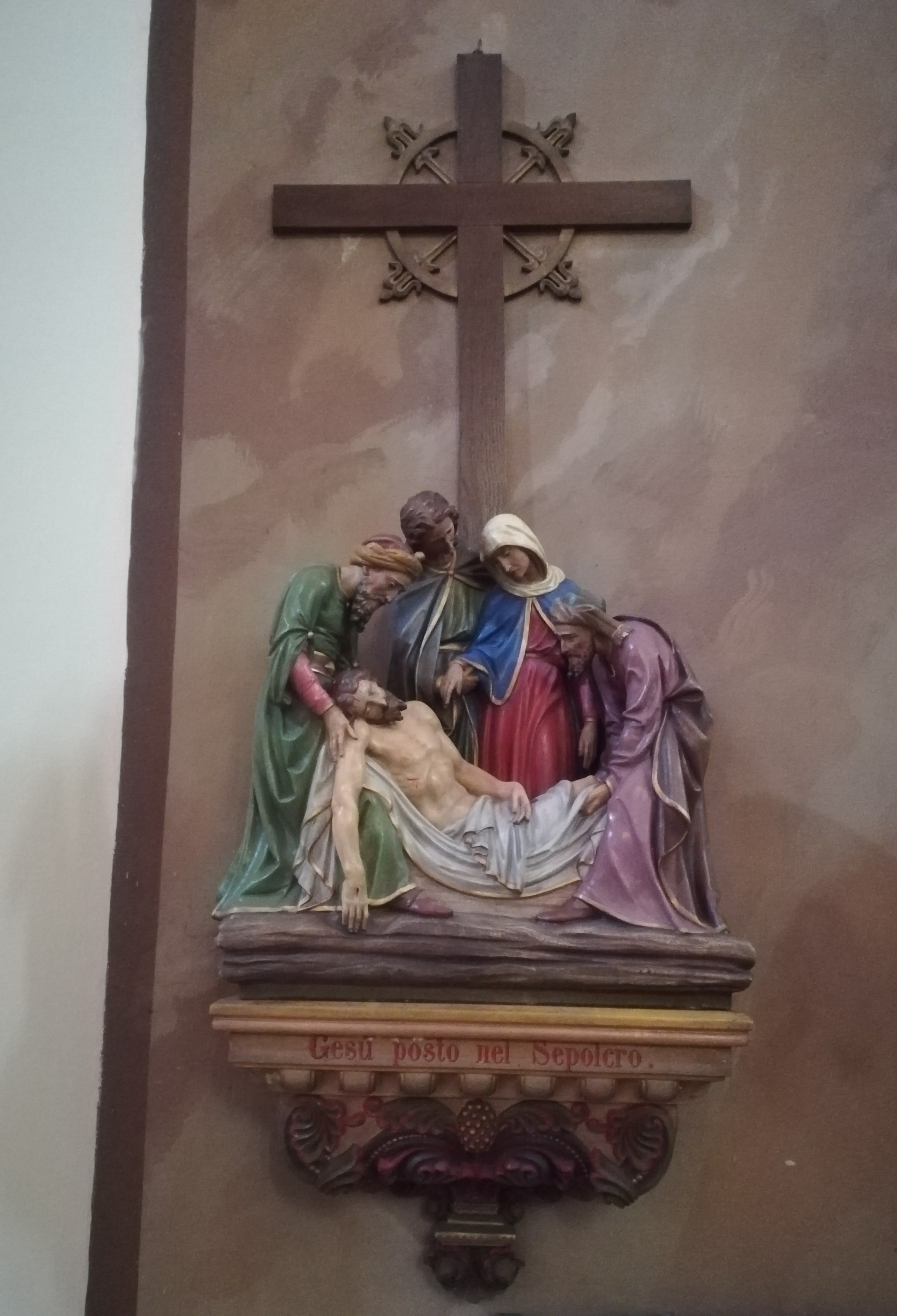
Gesù posto nel sepolcro

## L'oratorio San Martino

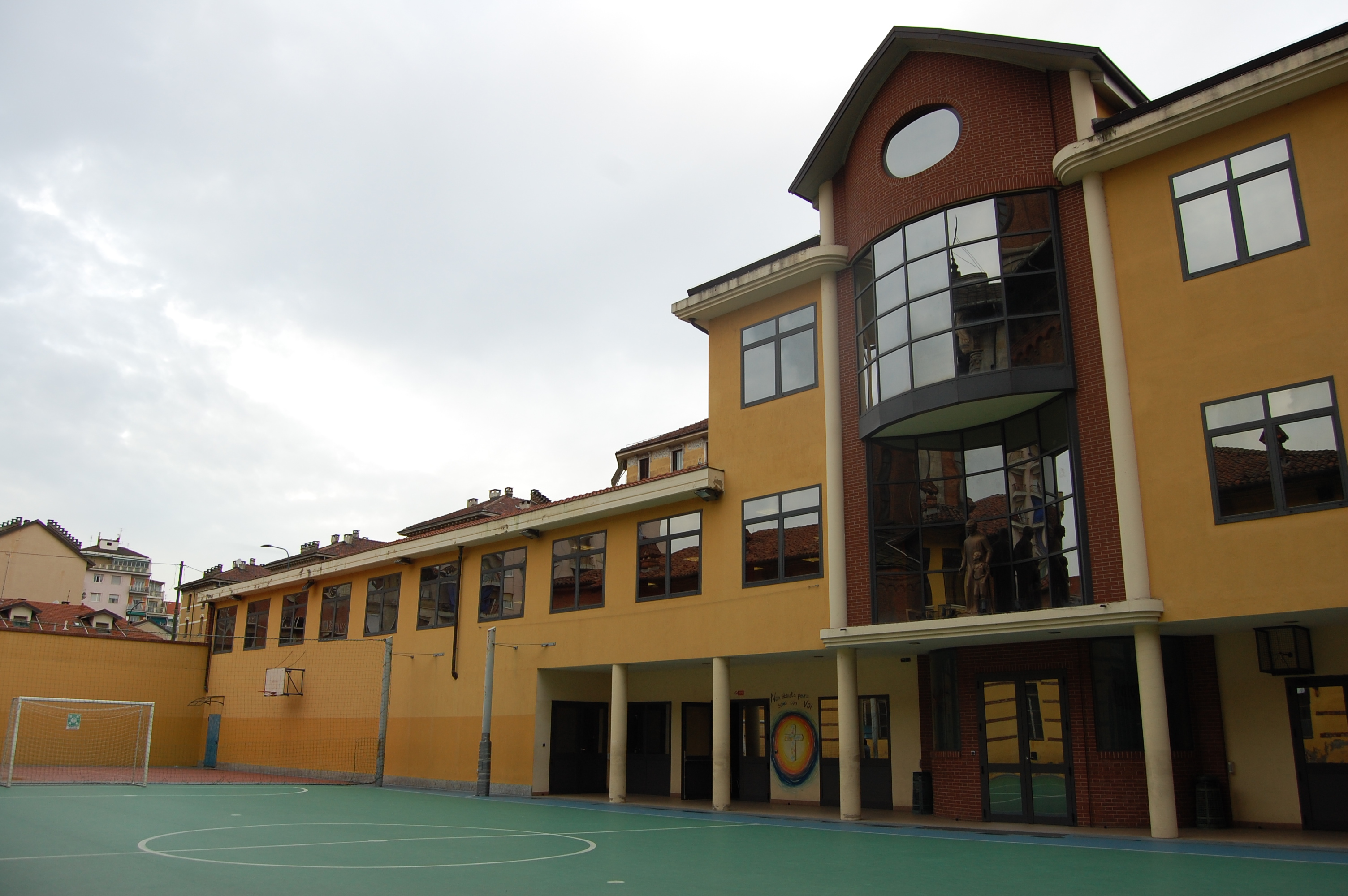
La facciata interna dell'annesso Oratorio San Martino.

A Torino era nato un oratorio fondato da don Giovanni Cocchi nella zona di Porta Palazzo nel 1852. Nel 1872 l'oratorio si spostò in Lungo Dora Firenze per iniziativa di san Leonardo Murialdo. Infine nel 1928 la sede dell'oratorio fu portata nei locali adiacenti alla Chiesa della Salute. Nel 2009 l'edificio dell'oratorio venne ampliato e profondamente ristrutturato.
Oggi l'Oratorio San Martino si presenta come importante centro di aggregazione per tanti ragazzi e giovani.

## Parrocchia
La chiesa ha svolto il ruolo di parrocchia fin dal 1916. Si sono succeduti i seguenti parroci:
- Can. Carlo Giaume (1916-1927)
- p. Edoardo Davico (1927-1934)
- p. Ferdinando Spegno (1934-1945)
- p. Mario Cugnasco (1945-1966)
- p. Pierino Martini (1966-1979)
- p. Giuseppe Giaccone (1979-1988)
- p. Berto Rolfo (1988-1994)
- p. Tarcisio Balzarin (1994-2007)
- p. Agostino Cornale (2007-2018)
- p. Franco Pairona (2018-2024)
- p. Salvatore Pantano (2024-....)

## Galleria d'immagini

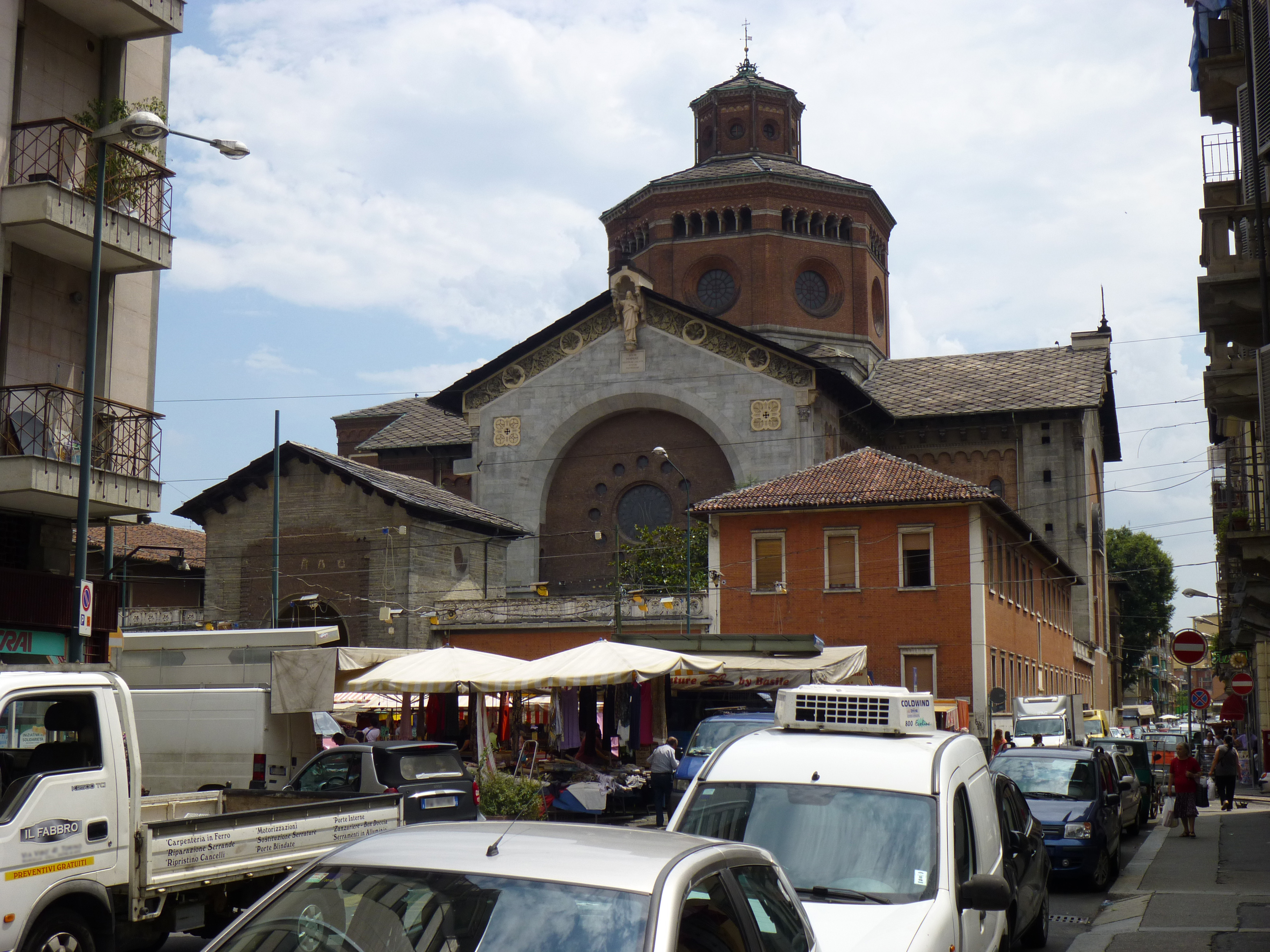
La chiesa di N.S. della Salute vista da via Vibò.
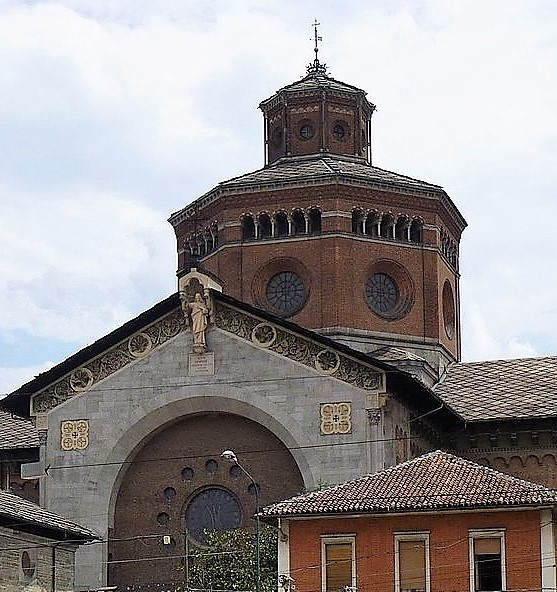
La facciata della chiesa
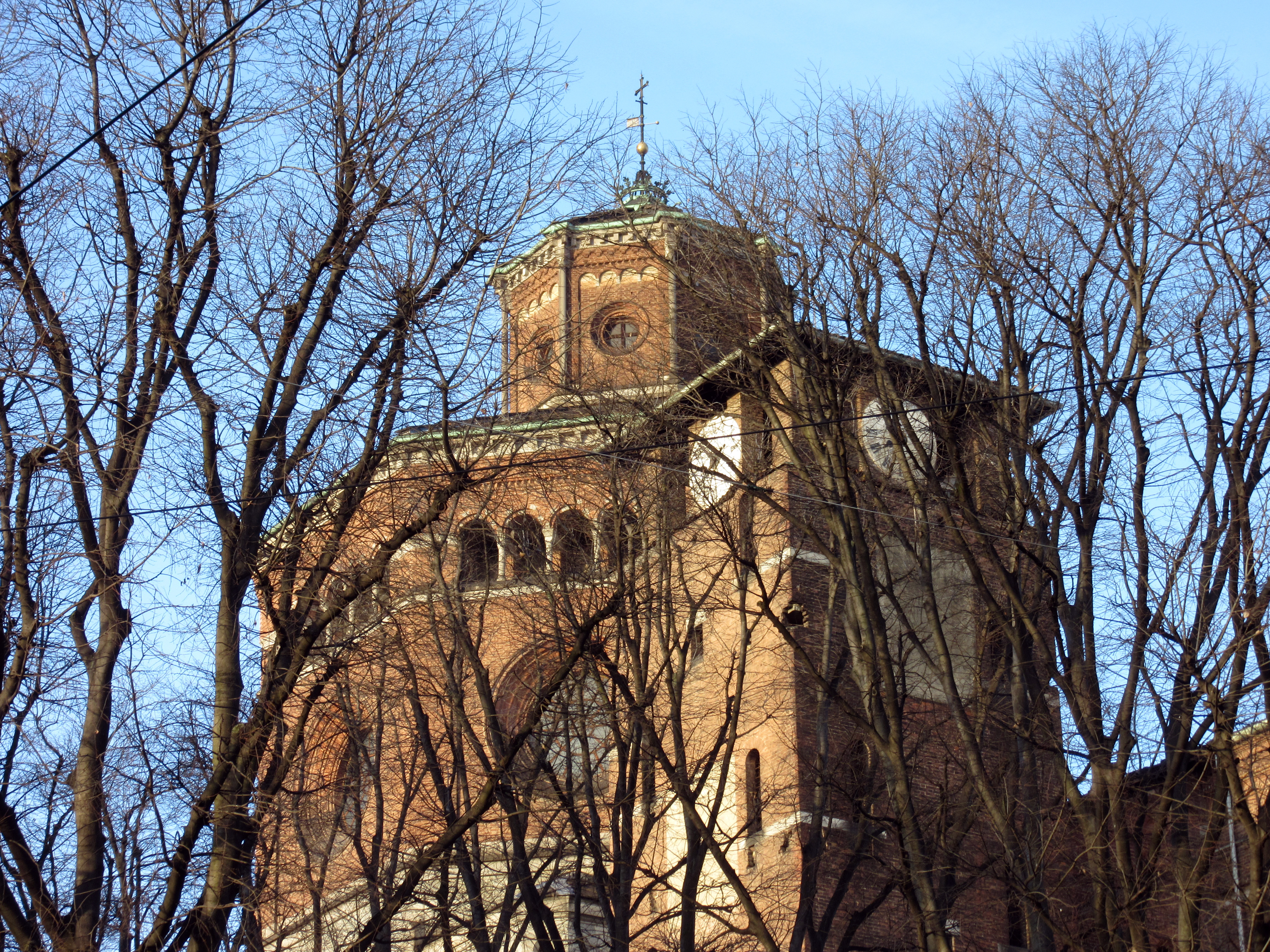
La chiesa di N.S. della Salute vista dalla piazza omonima. Scorcio del tamburo e del campanile.
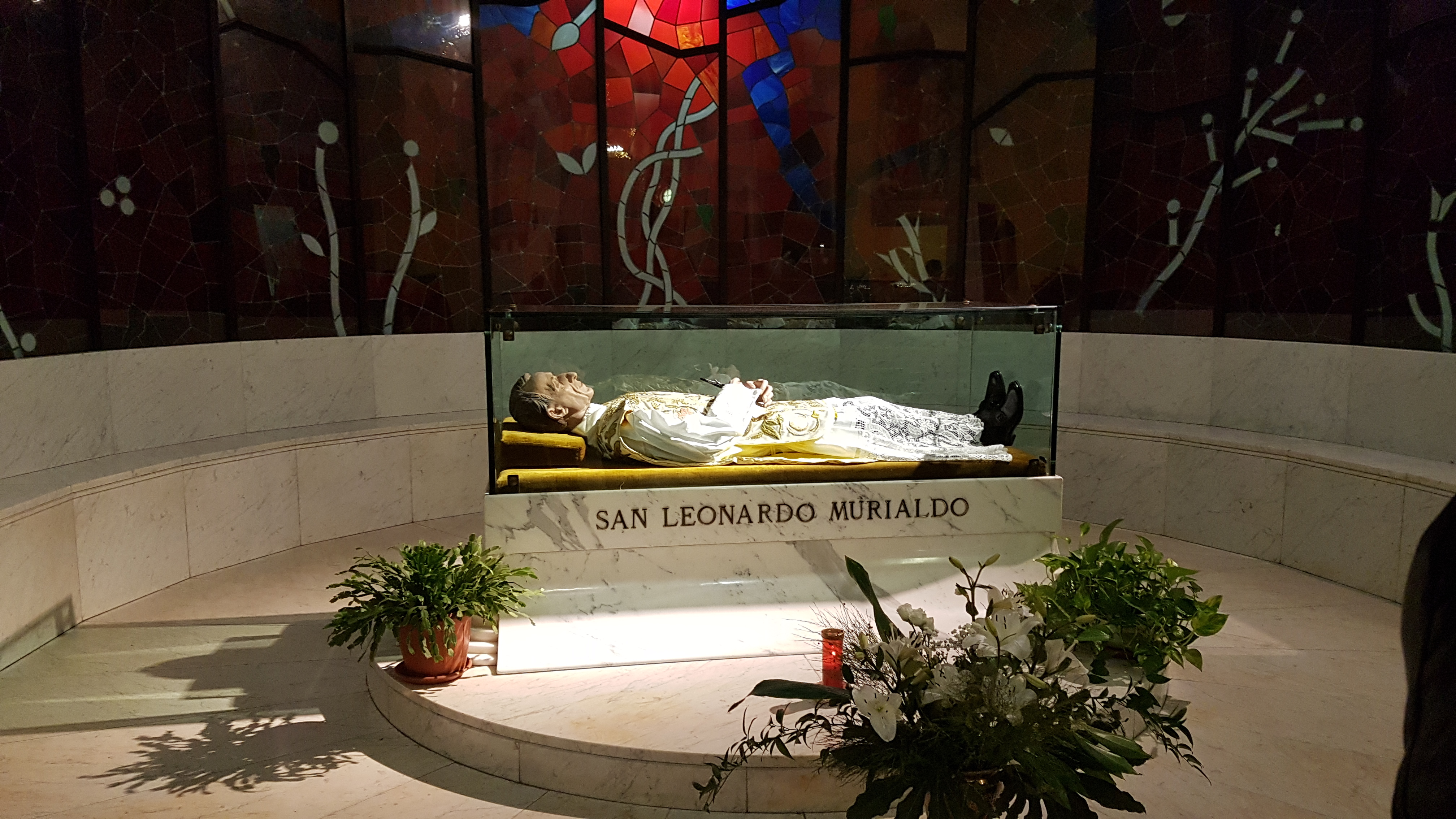
La tomba di san Leonardo Murialdo collocata all'interno della chiesa.
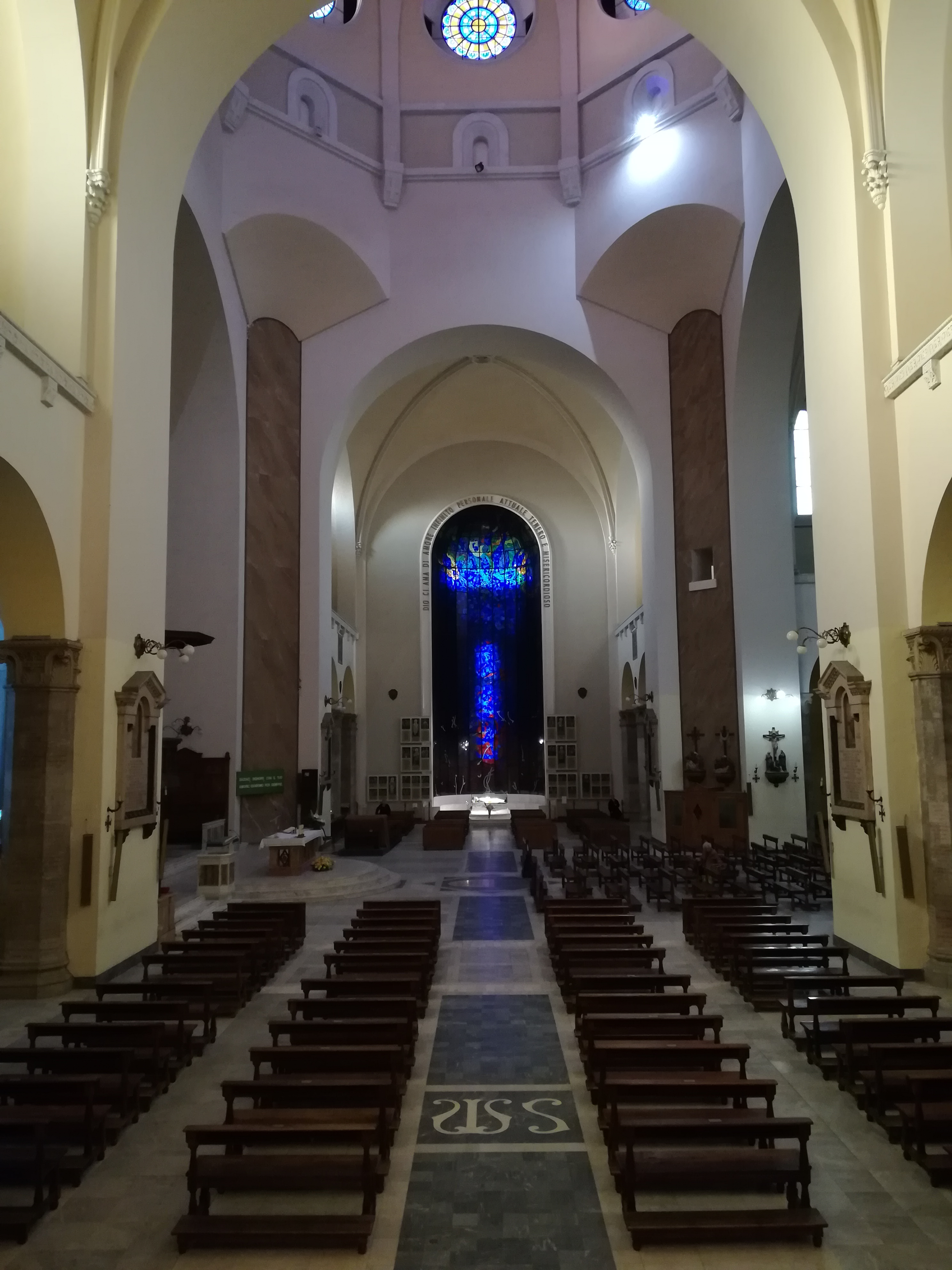
Transetto della chiesa con al fondo la statua del Murialdo sormontata dalla vetrata policroma.
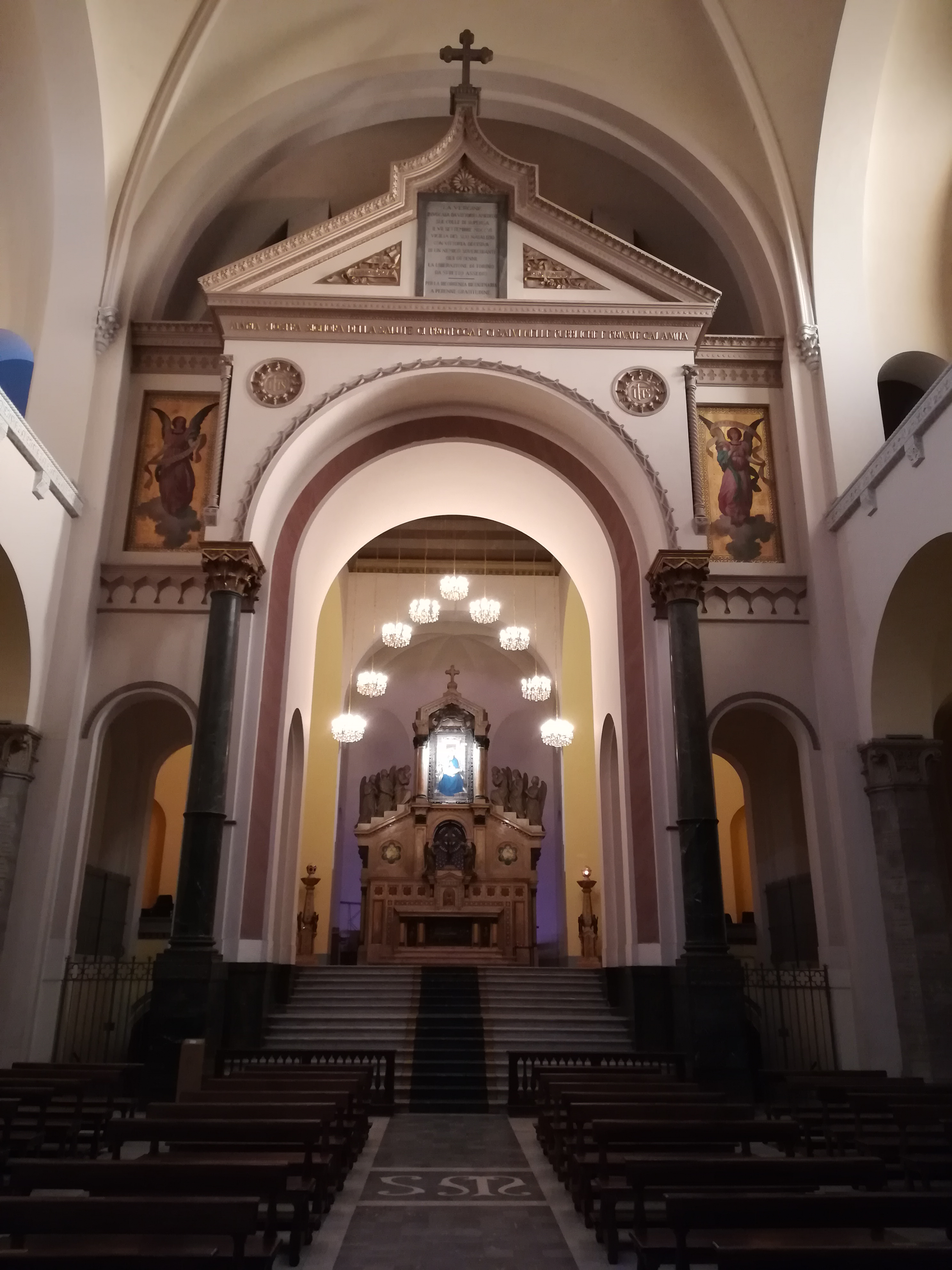
Altare della Madonna della Salute.
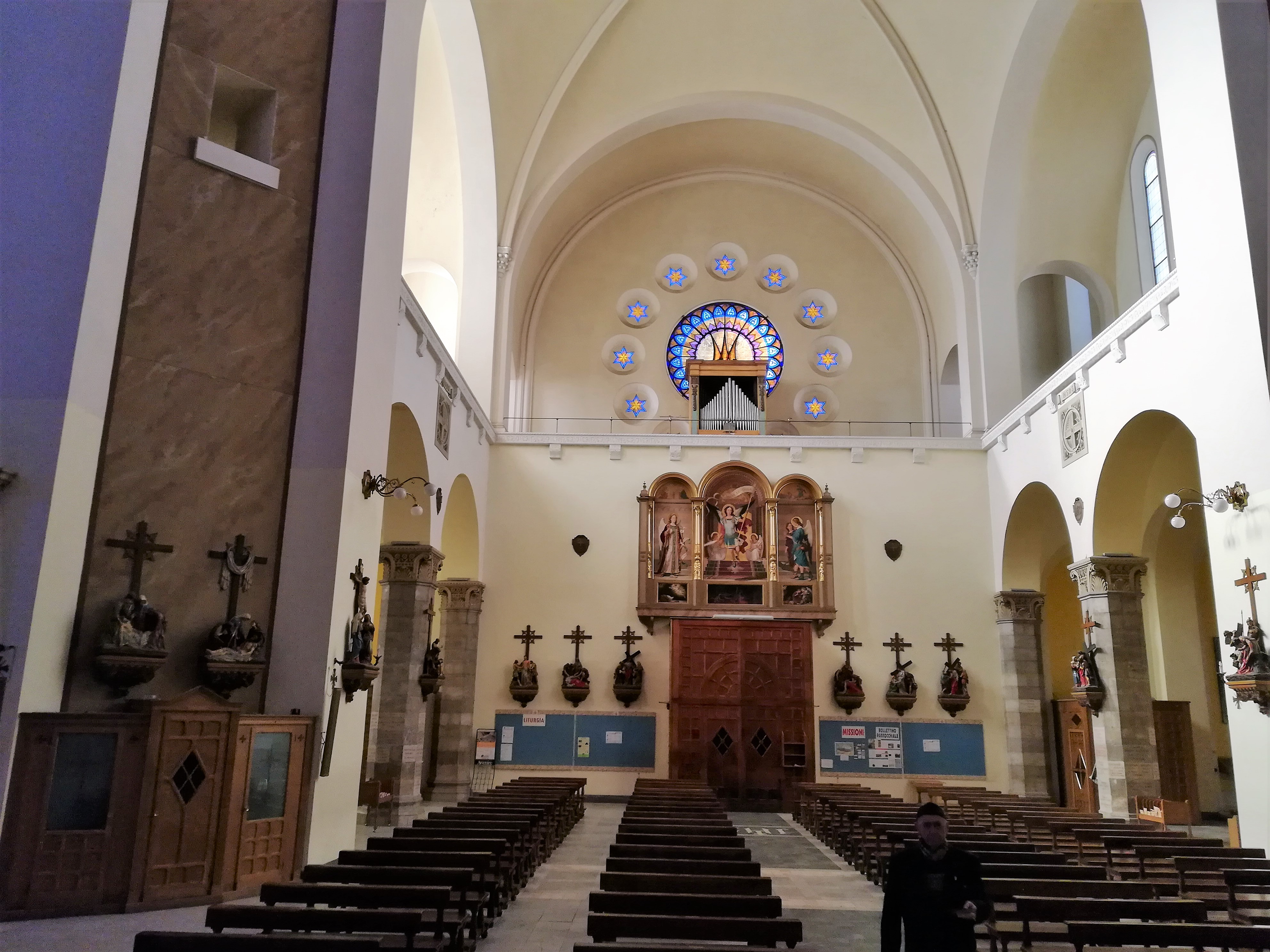
La navata principale della chiesa con in alto l'organo, il trittico degli angeli e la porta principale di ingresso.
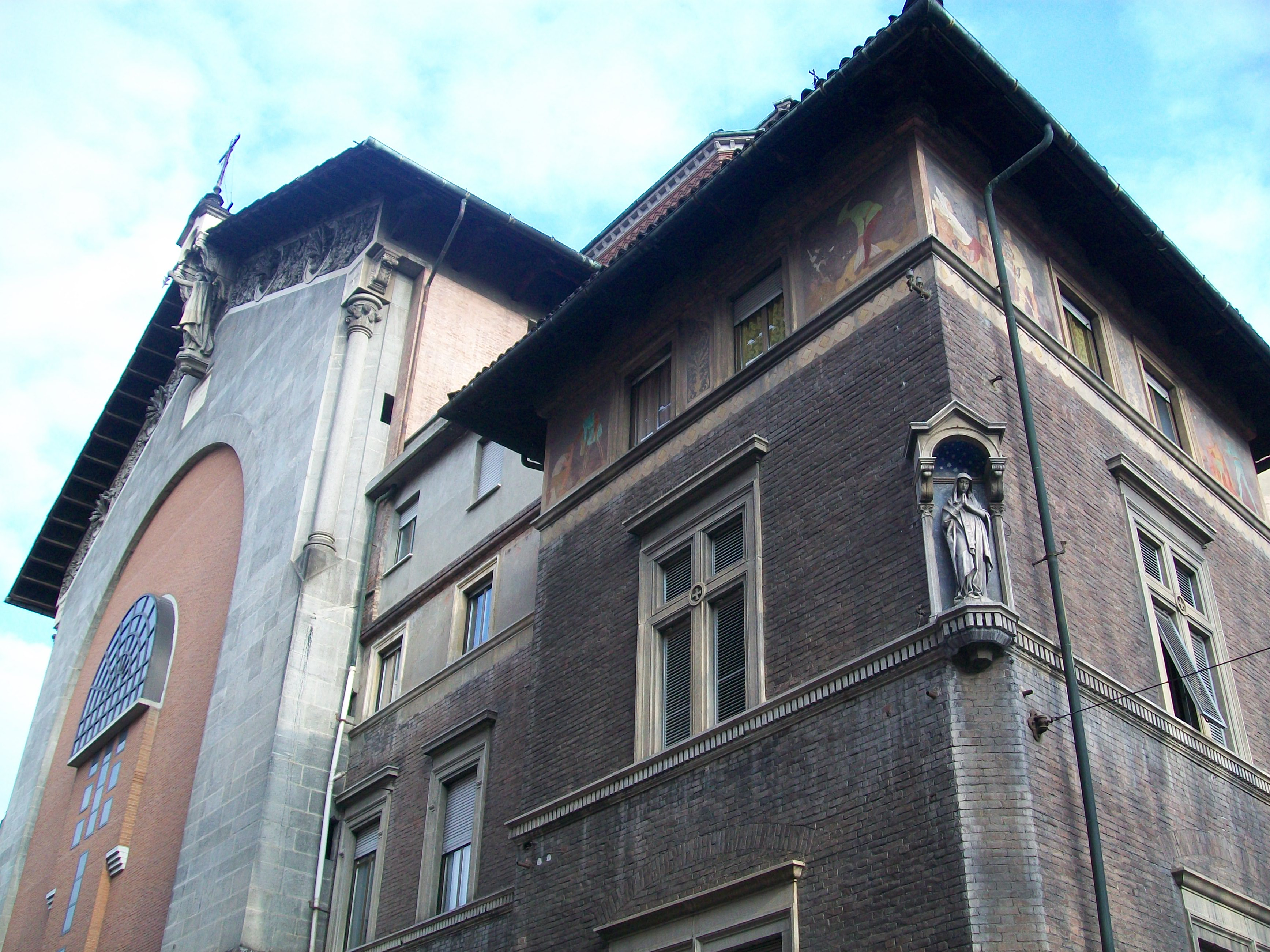
Il santuario visto nell'angolo tra via Vibò e piazza Chiesa della Salute.
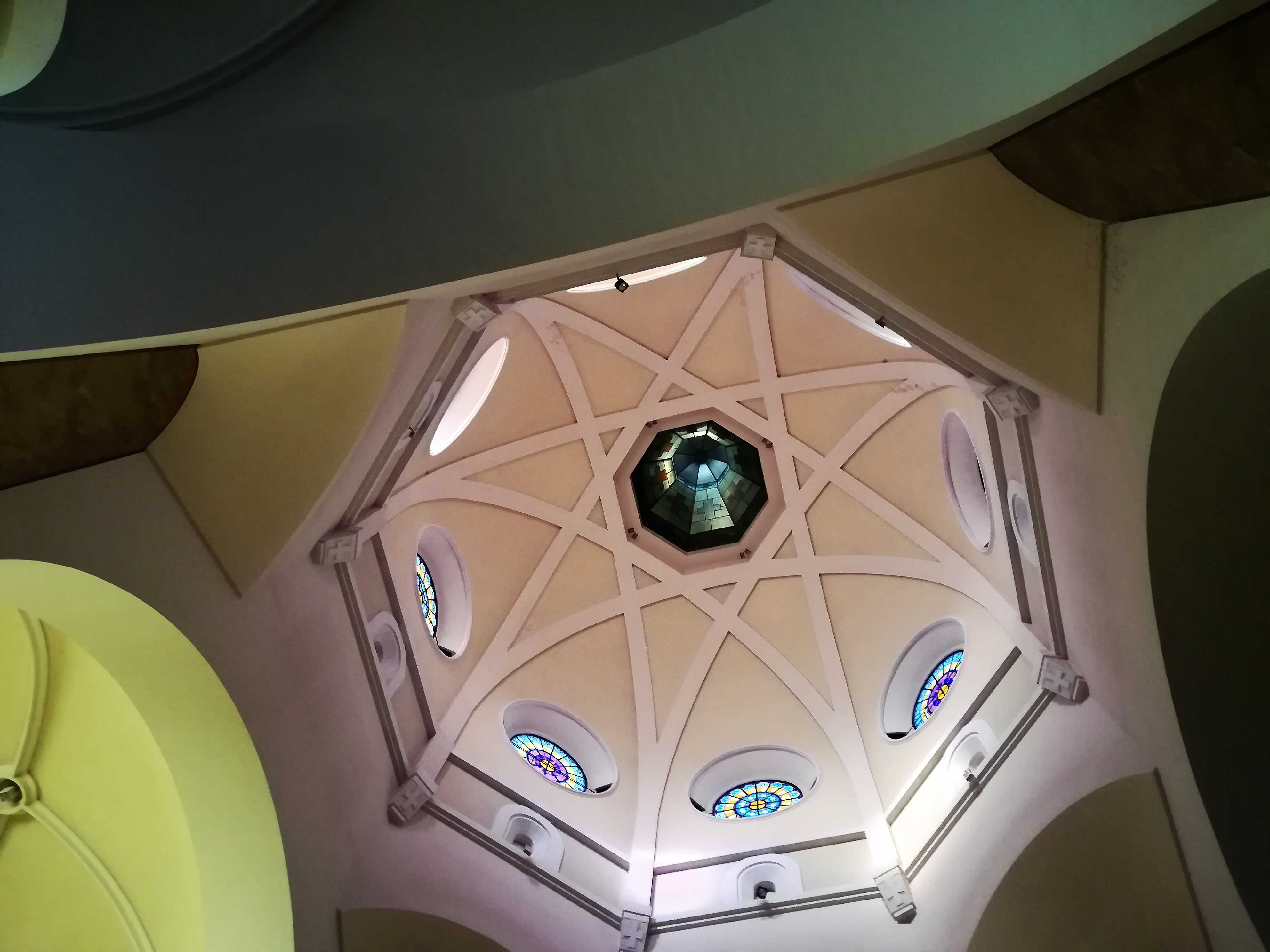
La cupola vista dall'interno della chiesa.
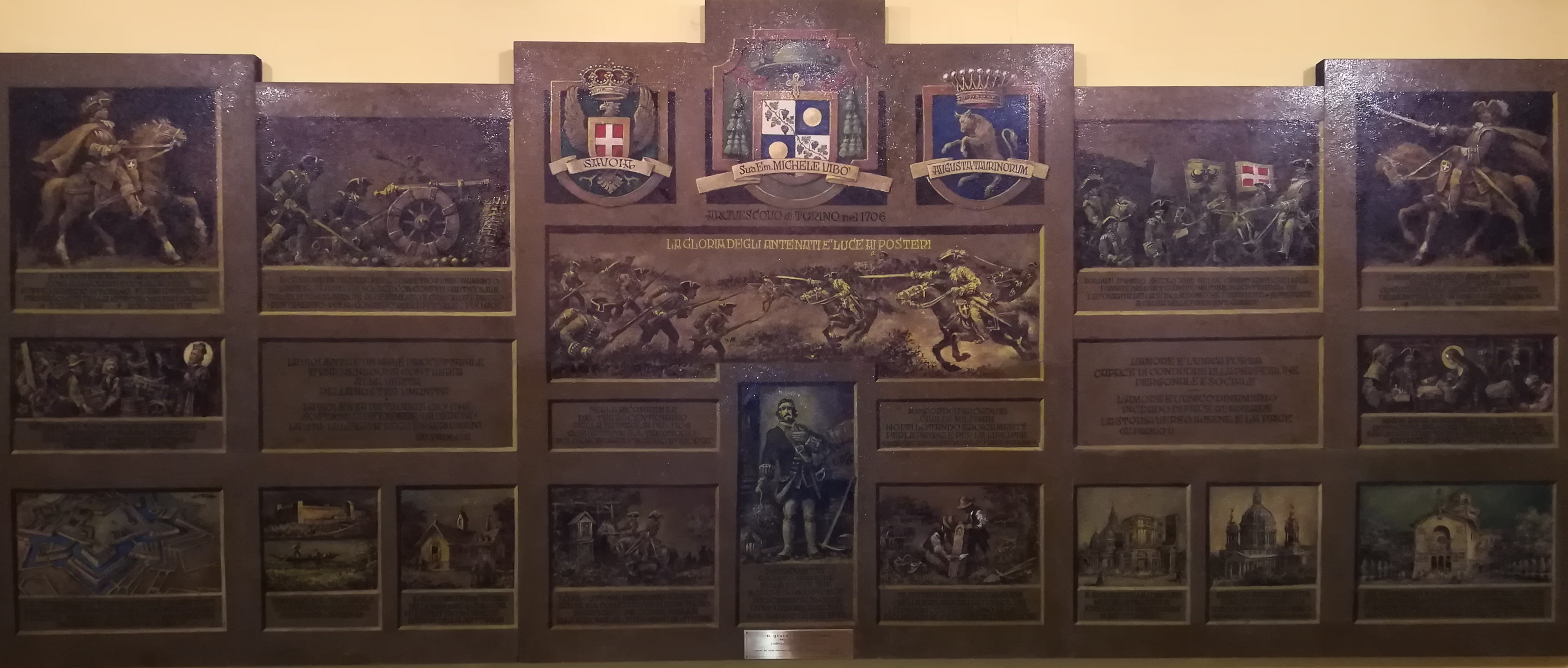
Il pannello esplicativo collocato nella cripta dei caduti.
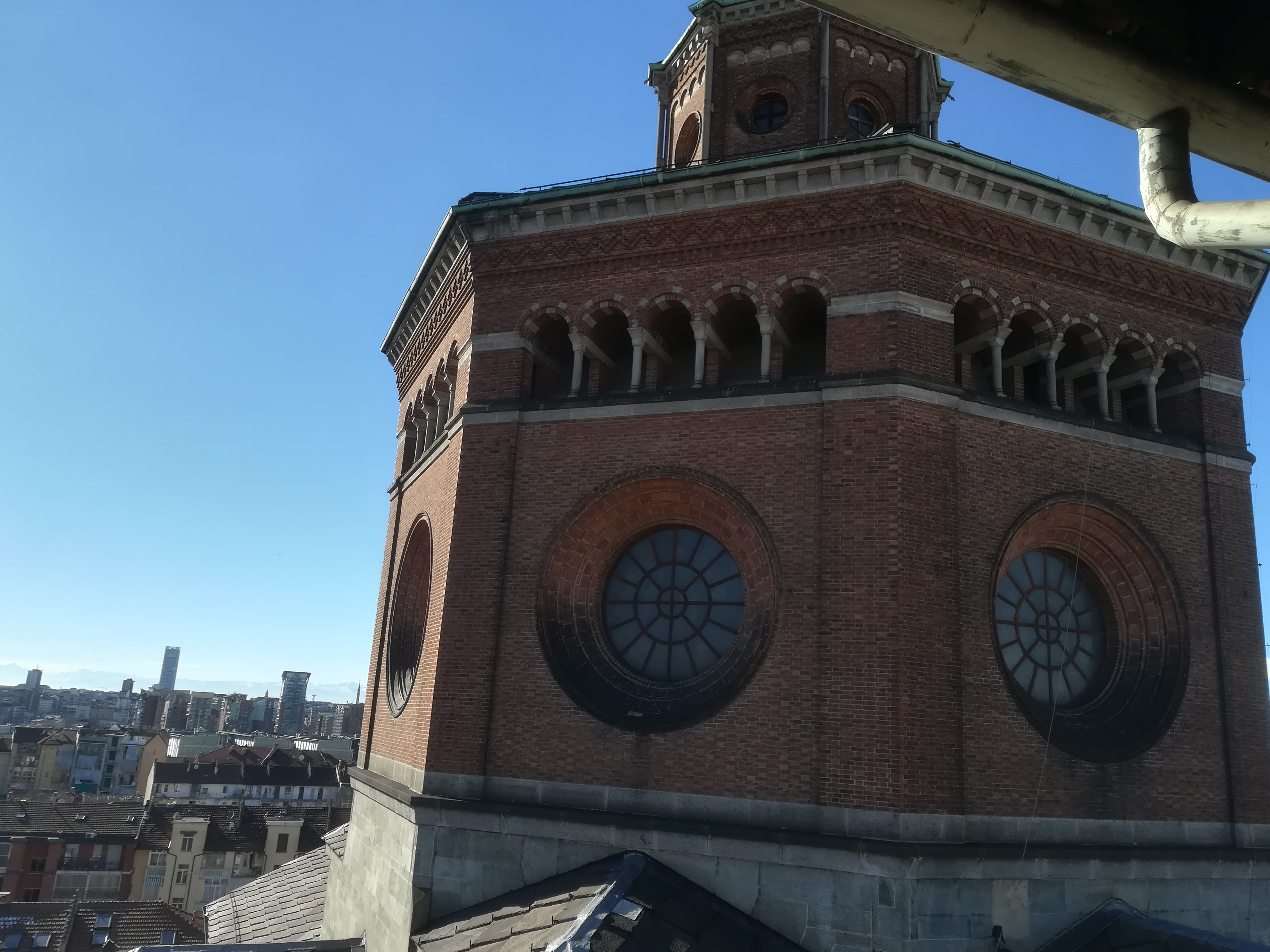
La cupola della chiesa vista dalla cella campanaria del campanile della chiesa.
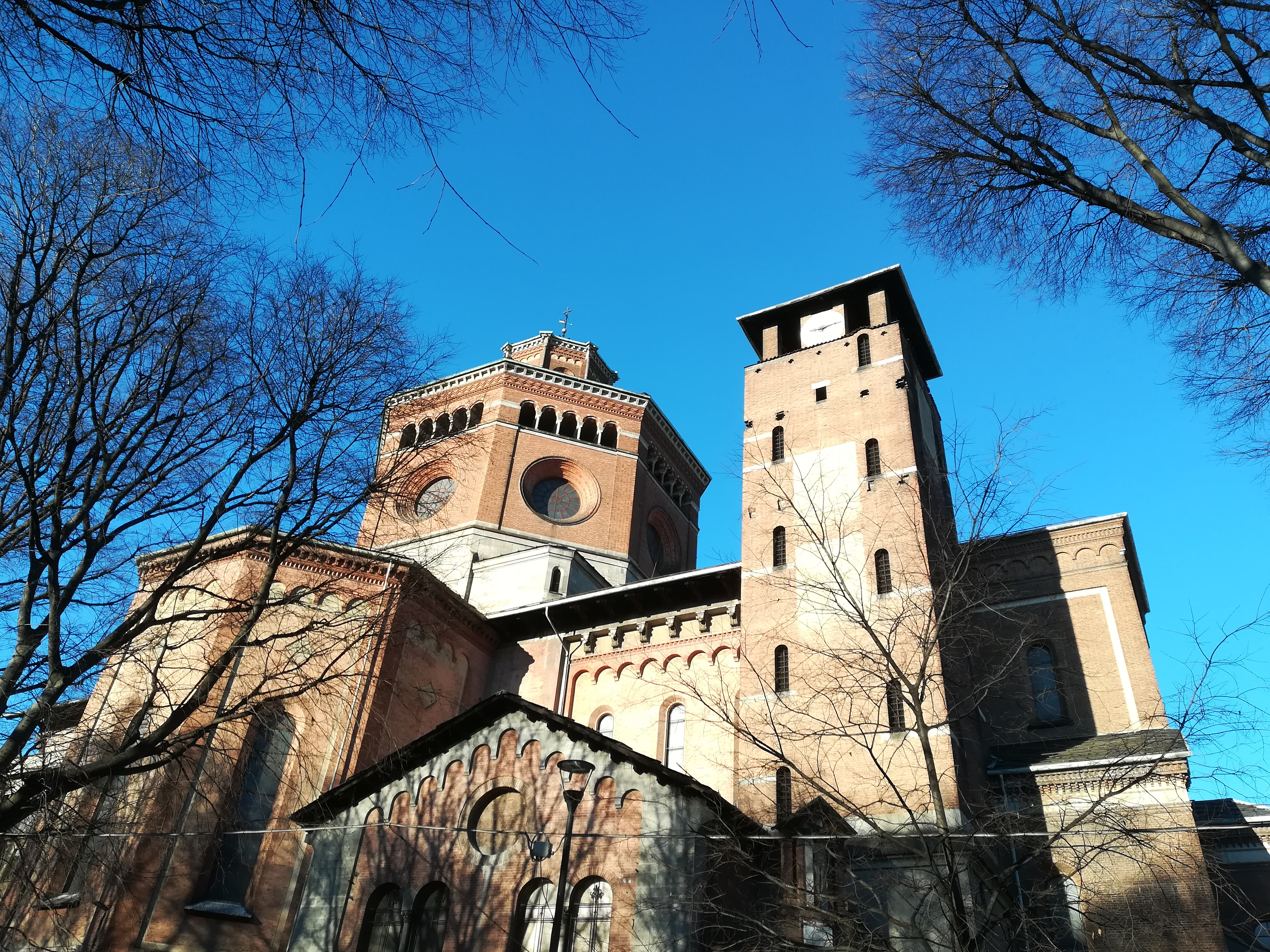
La cupola, il campanile e l'abside così come si presentano da piazza Chiesa della Salute.
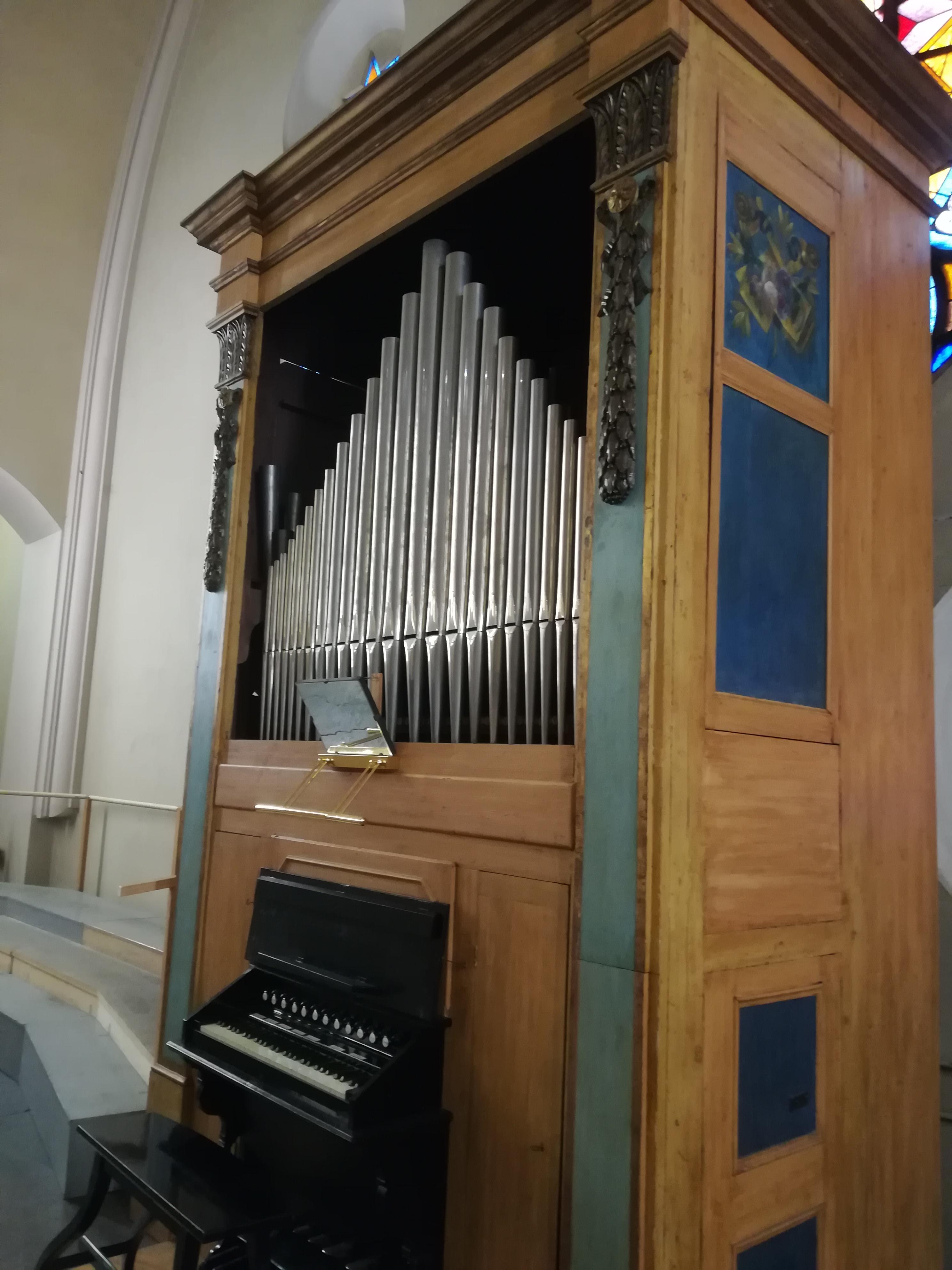
L'organo collocato in chiesa.
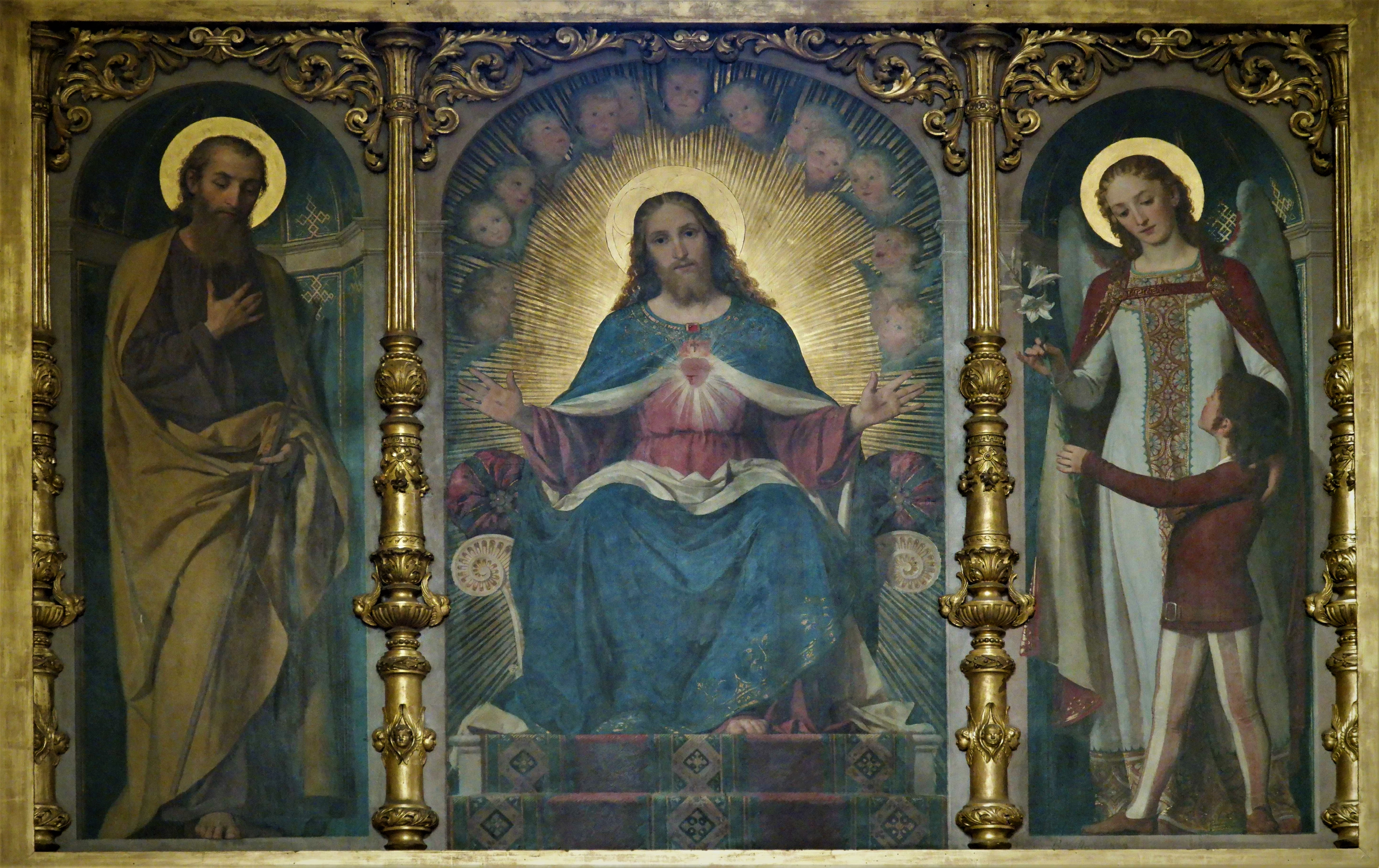
Il trittico del Sacro Cuore ad opera del pittore Enrico Reffo custodito in chiesa.
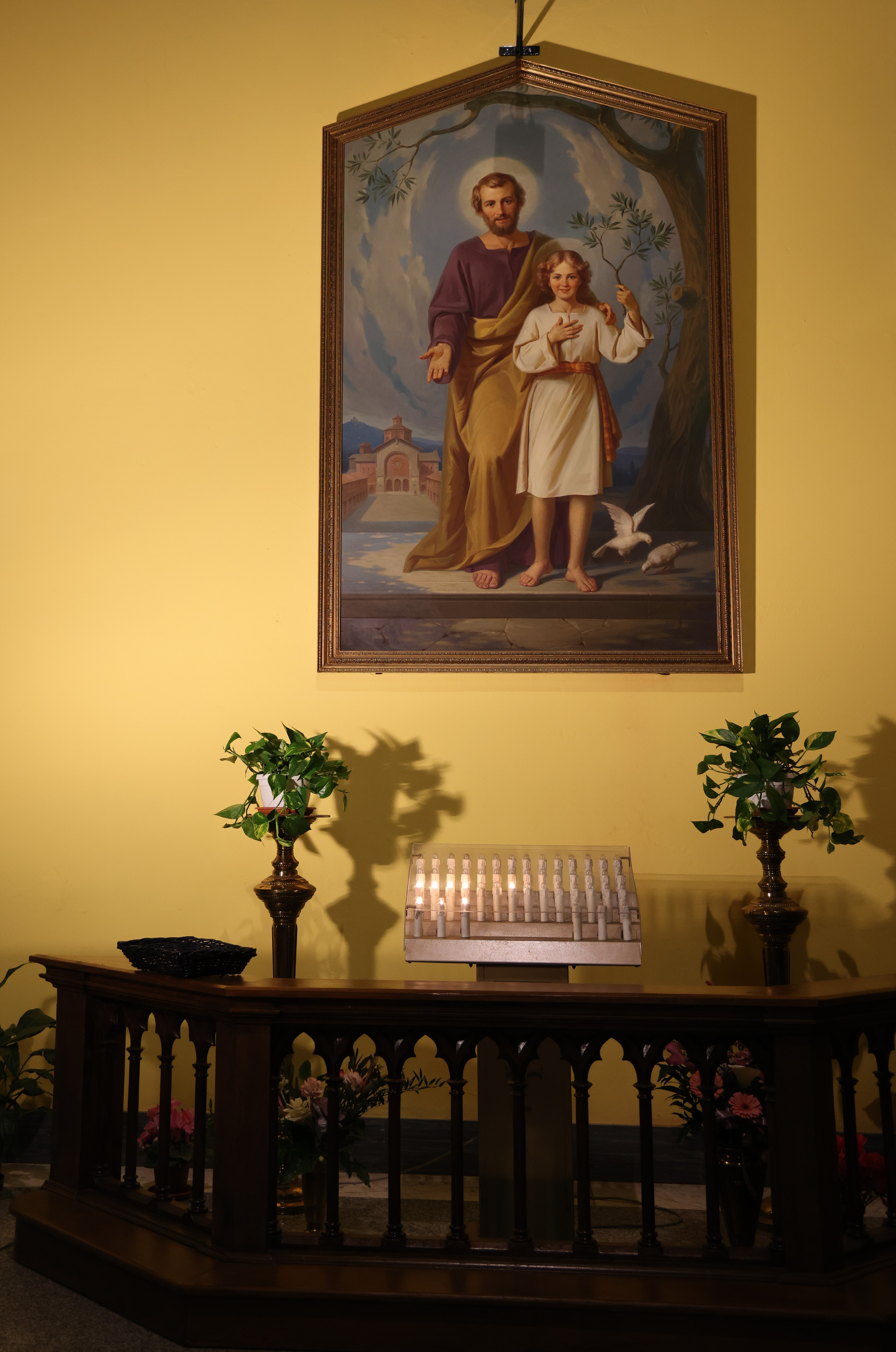
Il quadro di san Giuseppe ad opera del pittore Pietro Favaro custodito in chiesa.
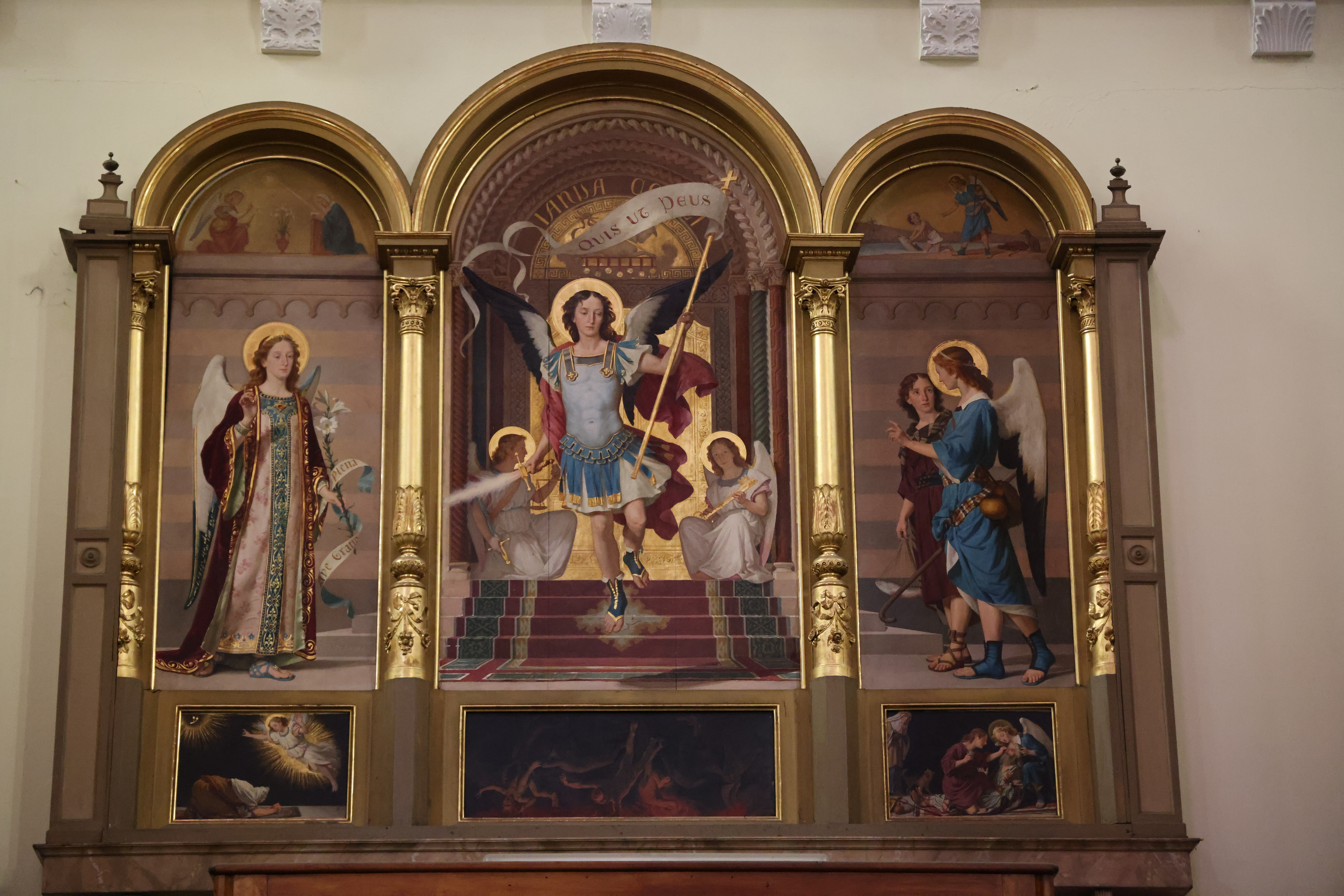
Il Trittico degli Arcangeli ad opera del pittore Enrico Reffo custodito nella chiesa.

### Formelle di san Leonardo Murialdo

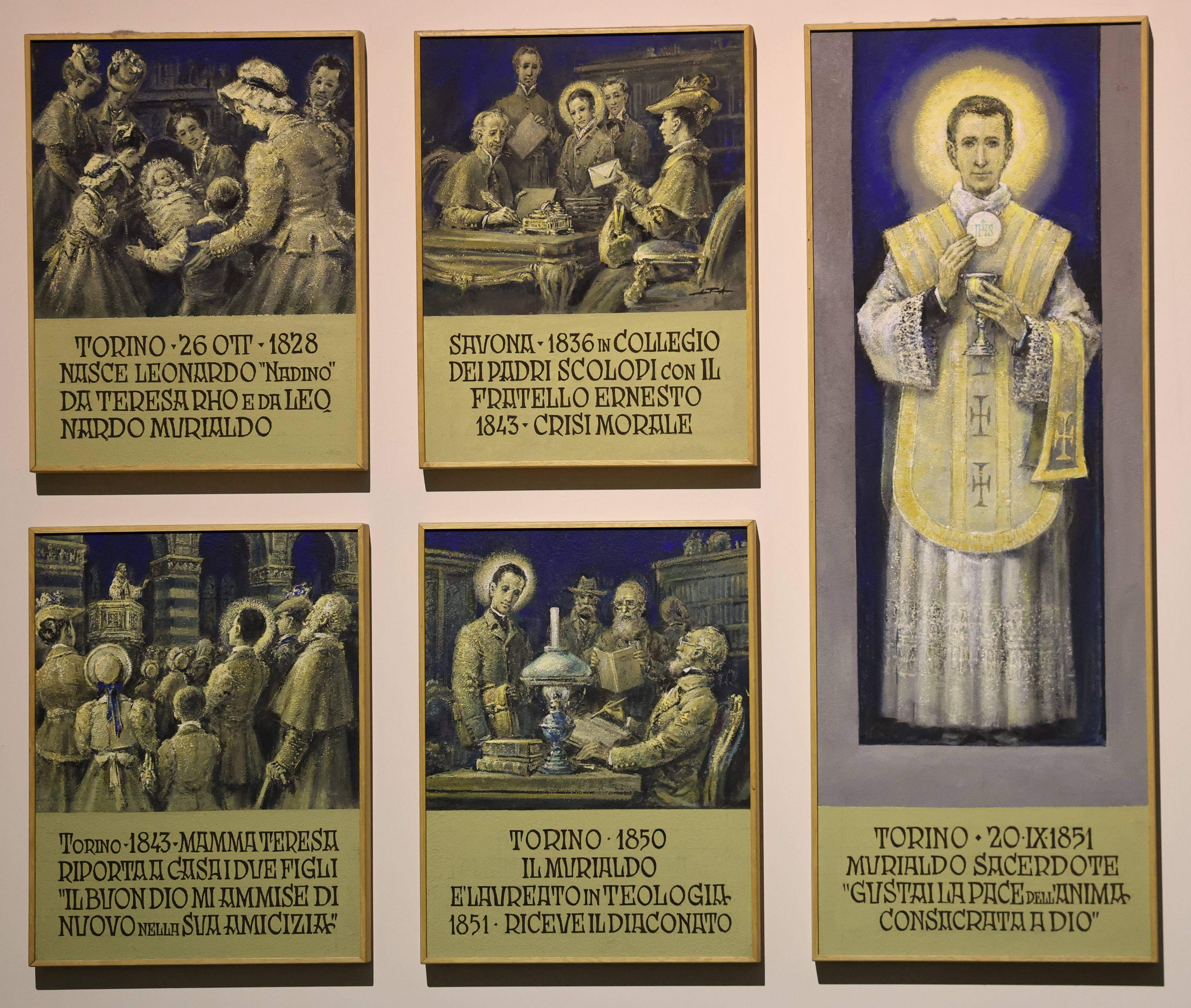
n. 1
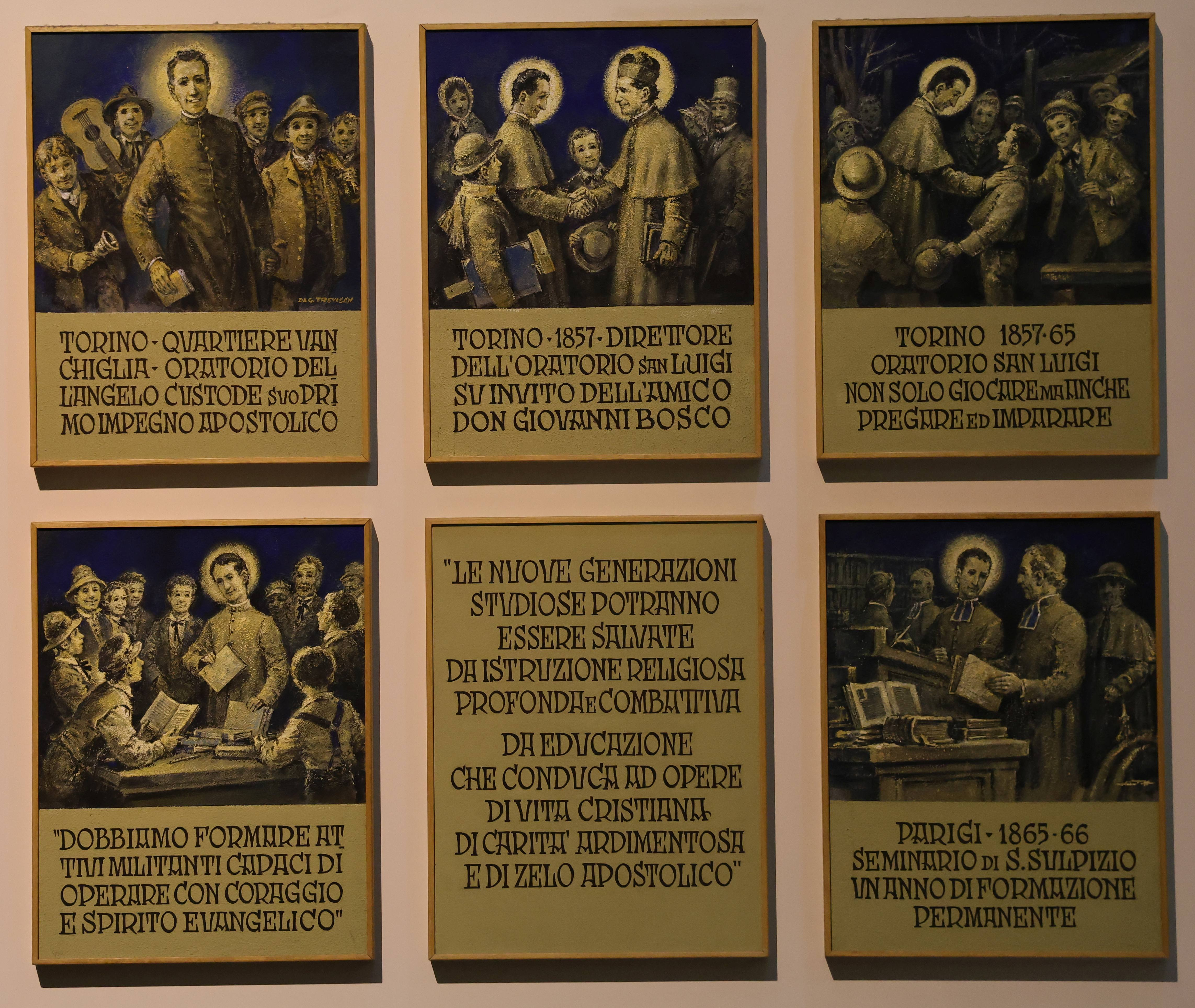
n. 2
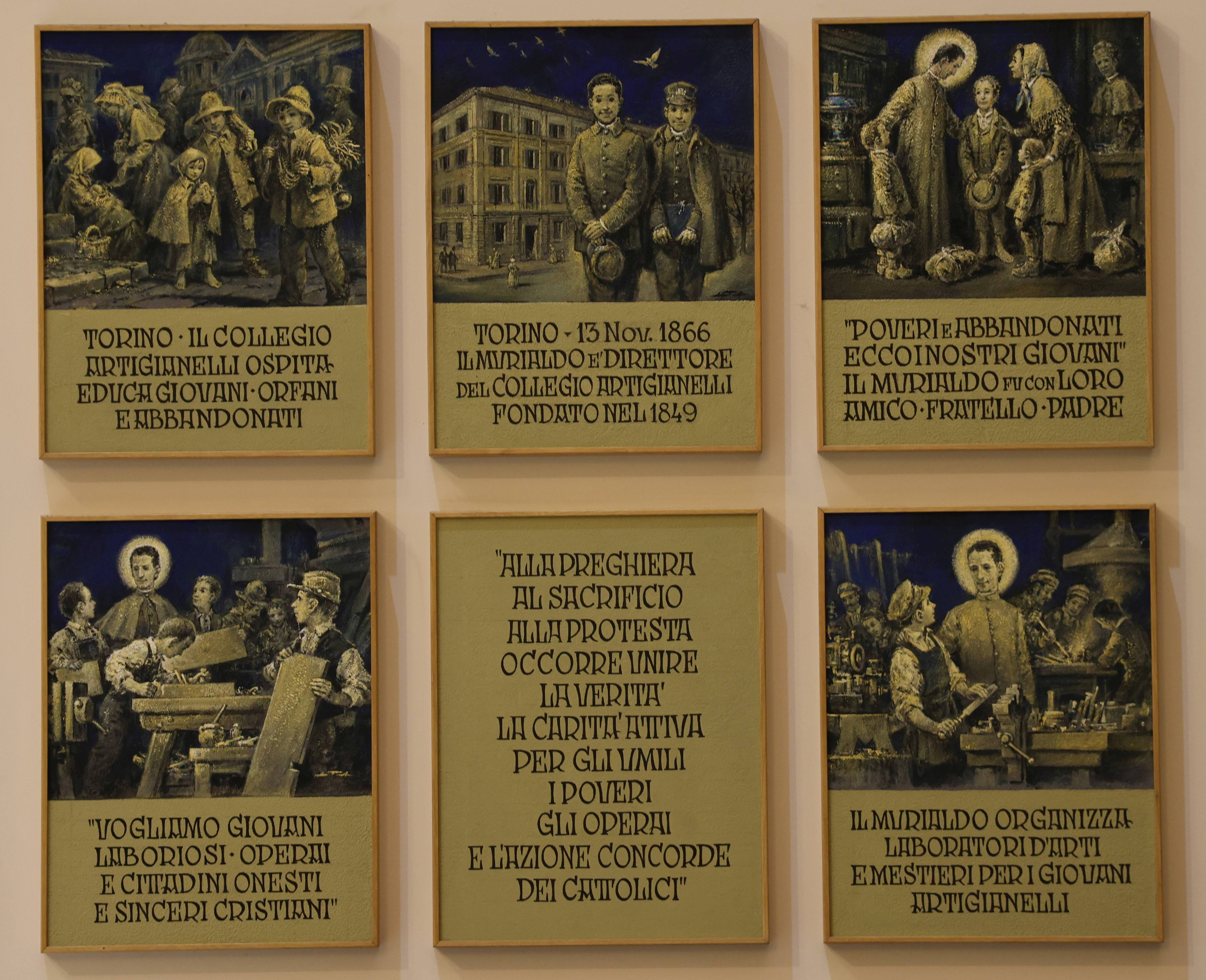
n. 3
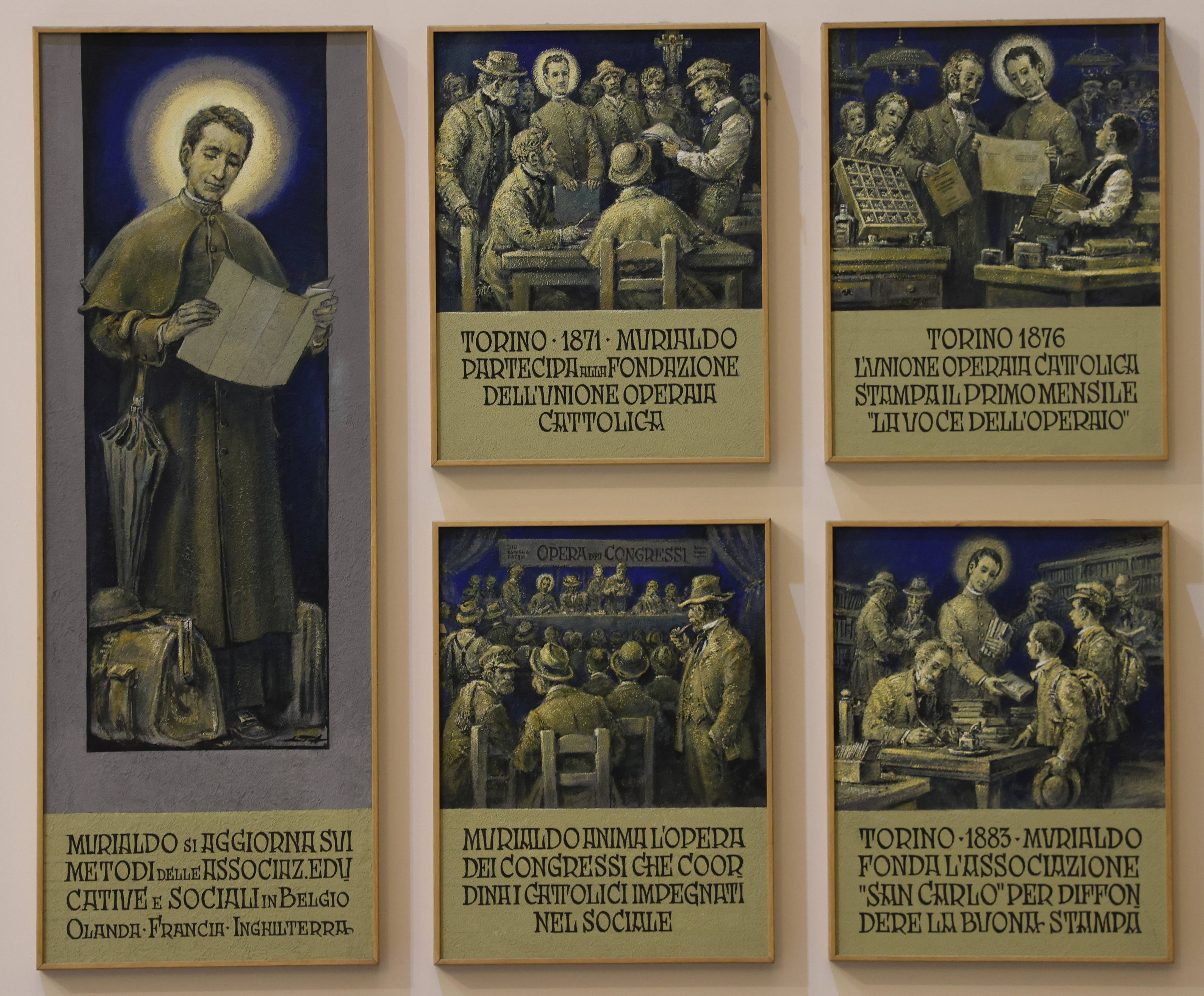
n. 4
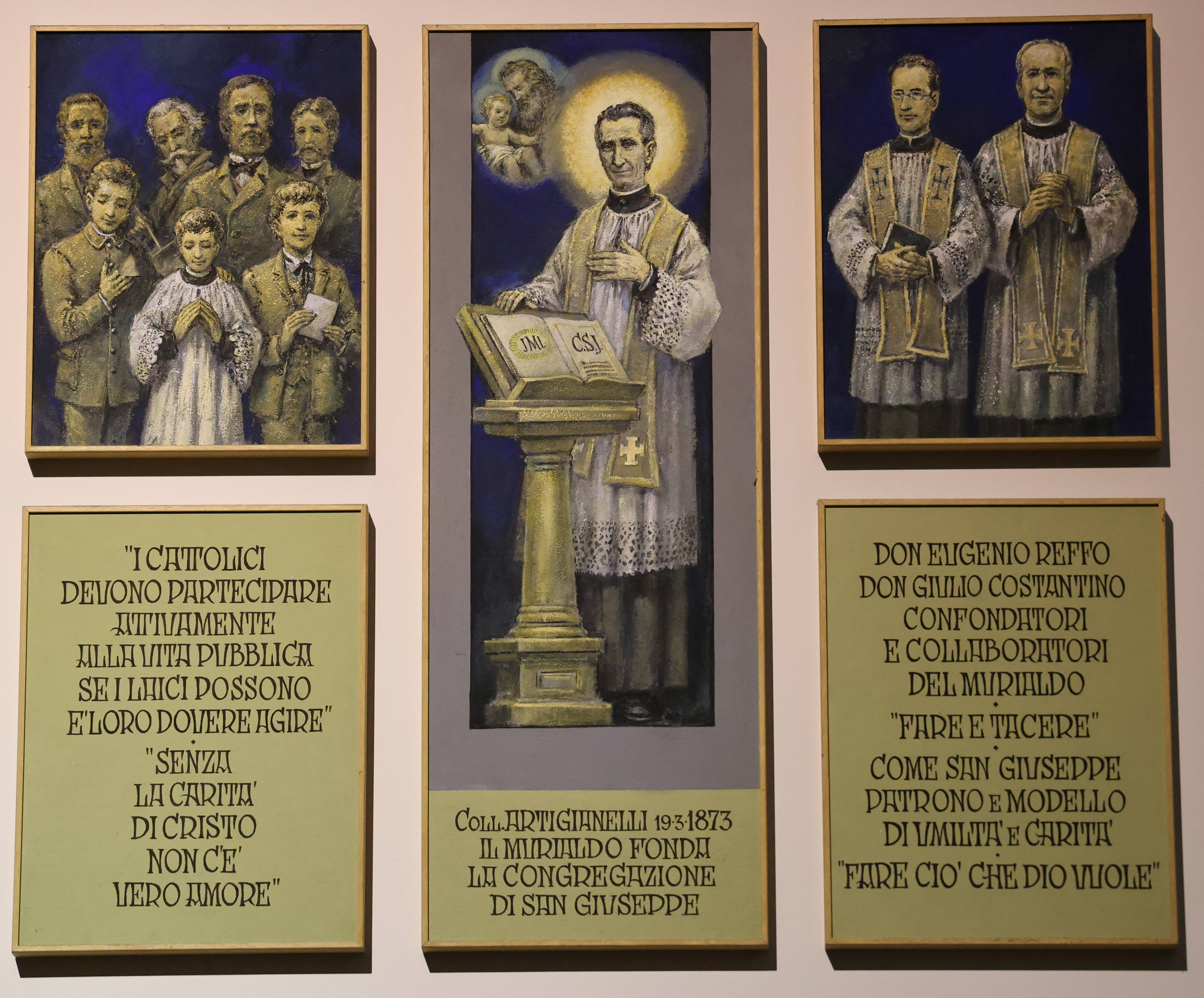
n. 5
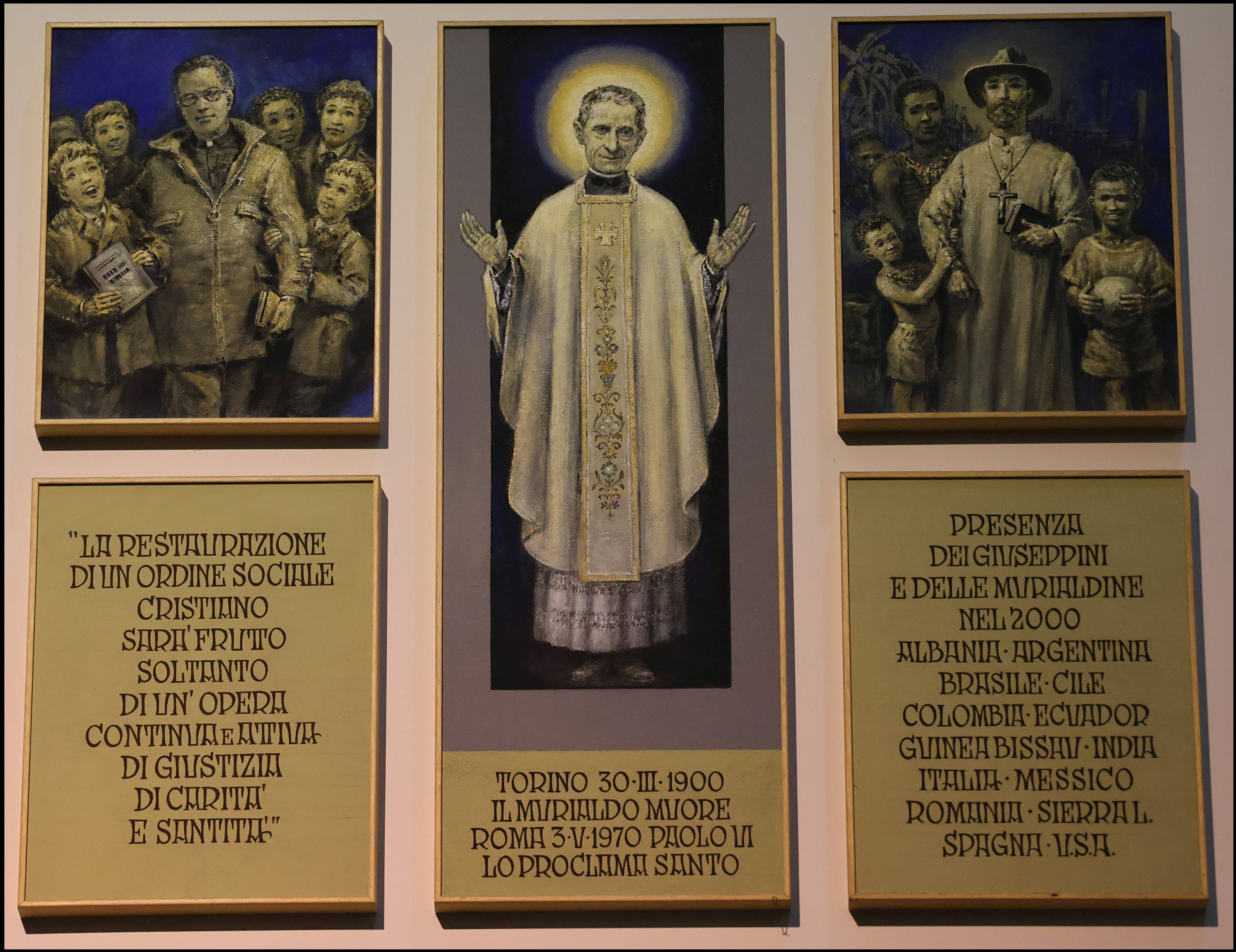
n. 6
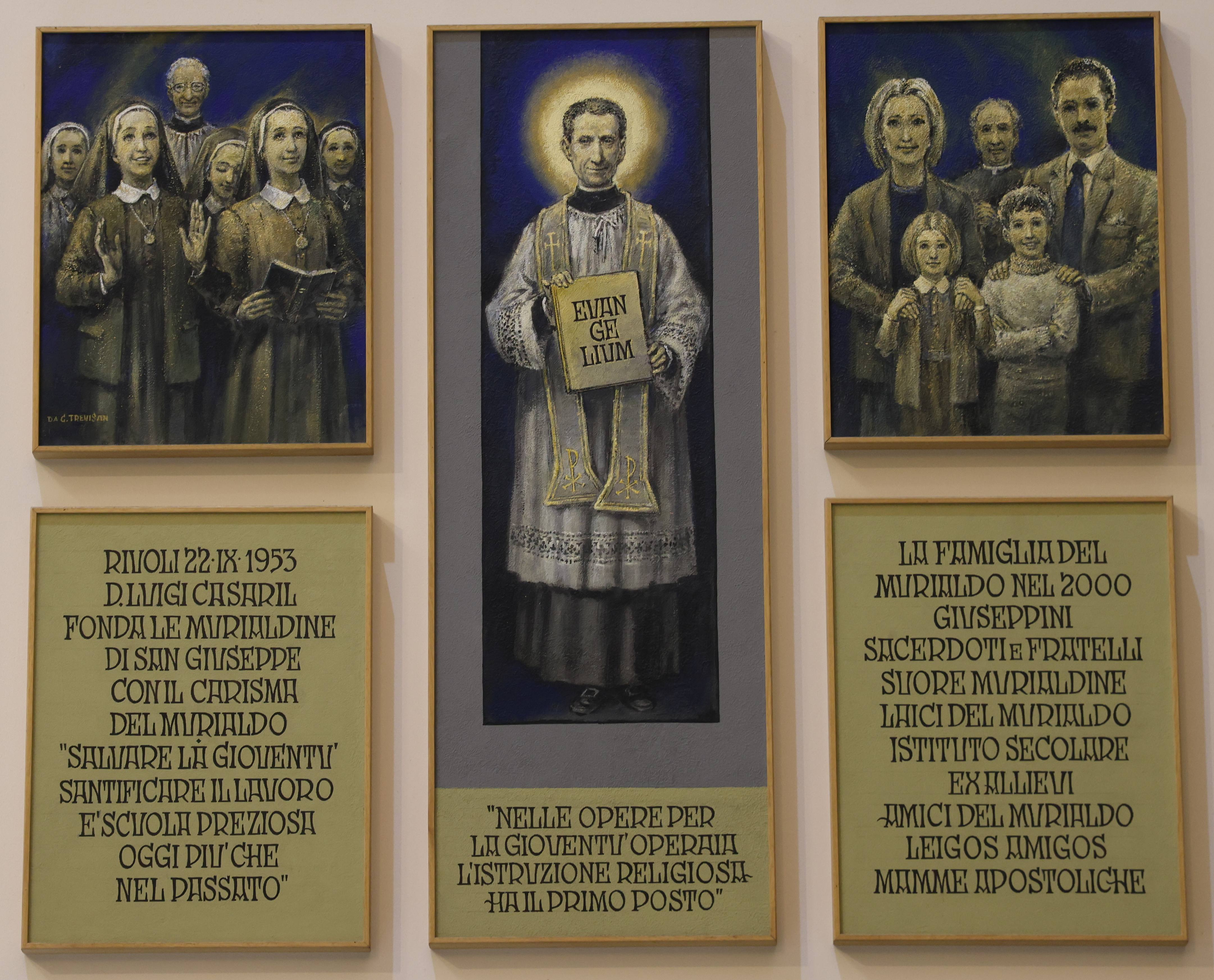
n. 7
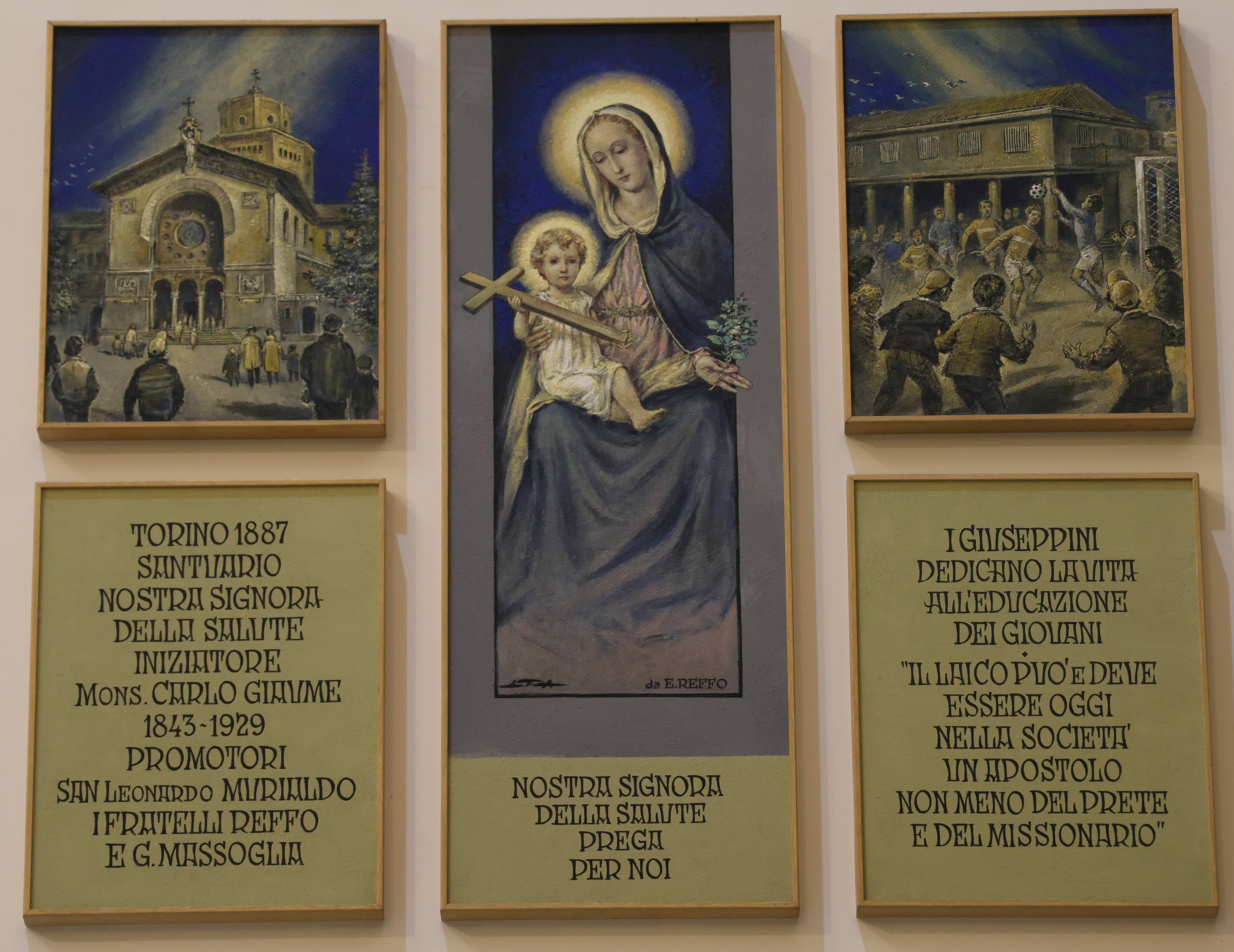
n. 8